# COVID-19-Pandemie in Deutschland/Chronik der Ausbreitung

Landkreise und kreisfreie Städte in Deutschland nach bestätigten Infektionen insgesamt pro 100.000 Einwohner seit Pandemiebeginn

Bestätigte Infizierte nach Daten der WHO. Oben kumuliert, unten Tageswerte

Bestätigte Todesfälle nach Daten der WHO. Oben kumuliert, unten Tageswerte

Tägliche Verbreitung zwischen 27. Februar und 22. März 2020 nach Landkreis.

In Deutschland traten Ende Januar 2020 erste einzelne Erkrankungsfälle von COVID-19 auf. Dieser Artikel zeigt den Verlauf der Infektionsraten während der Jahre der Pandemie auf.
Die wichtigsten Ereignisse sind nachfolgend aufgeführt. Sie sind nach Meldedatum in den Medien und Bundesländern (siehe dort für die Bundeslandkürzel) gegliedert und können terminlich von denen des RKI abweichen:

## Chronik der Ausbreitung in Deutschland

### Januar 2020
- 7. Januar (Dienstag):
  - Der ARD-Hörfunk berichtet erstmals über eine neuartige und damals noch namenlose Lungenkrankheit, die in China ausgebrochen sei.[3]
- 27. Januar (Montag):
  - BY: Der erste Infektionsfall in Deutschland wurde am 27. Januar bei einem 33-jährigen Mitarbeiter des Automobilzulieferers Webasto im Gautinger Ortsteil Stockdorf in Bayern festgestellt.[4][5] Dieser nahm am Montag, dem 20. Januar,[6] an einer firmeninternen Schulung mit einer aus Shanghai angereisten Kollegin teil. Bereits am Folgetag, dem 21. Januar war ein dritter Mitarbeiter infiziert, welcher sich nachweislich bei dem 33-jährigen Mitarbeiter angesteckt hat.[7] Es infizierte sich noch ein vierter Mitarbeiter bei dem 33-jährigen Mitarbeiter, bevor dieser selbst die ersten Symptome am Freitag, dem 24. Januar verspürte.[7] Am folgenden Montag war er wieder zur Arbeit gekommen. Eine weitere Angestellte reiste am 24. Januar nach Österreich und zeigte am selben Tag Symptome. Ihre Erkrankung wurde am 28. Januar bestätigt.[8] Erst eine Mitteilung aus China über den Krankheitsnachweis der Kollegin führte zu seiner Untersuchung. Er wurde im Klinikum Schwabing behandelt und isoliert.[9] Zwischenzeitlich hatten er oder seine Kollegin 13 weitere Webasto-Mitarbeiter oder indirekt deren Angehörige infiziert.[10] Die im Rahmen der Suche nach dem „Patienten 0“ des Ausbruchs in der italienischen Provinz Lodi vorgenommene Sequenzierung des Virus lieferte Hinweise auf eine unerkannt gebliebene Infektionskette, die Ende Februar zum Ausbruch in der Lombardei führte.[11][12][13]

### Februar 2020
- 2. Februar (Sonntag):
  - HE: Am 2. Februar wurde bei zwei von etwa 100 aus Wuhan (VR China) evakuierten Deutschen eine COVID-Erkrankung festgestellt. Sie wurden von der Südpfalz-Kaserne zum Universitätsklinikum Frankfurt gebracht und dort behandelt.[14][15]
- 15. Februar (Samstag):
  - Rund 300 Menschen nahmen an der ‚Kappensitzung‘ des Karnevalsvereins Langbröker Dicke Flaa im Ortsteil Langbroich der Gemeinde Gangelt teil.[16][17] Kurz danach erkrankten viele dieser Menschen an COVID-19 (siehe COVID-19-Pandemie im Kreis Heinsberg); vom 6. März bis 30. März 2020 führte das RKI den Kreis als ein „besonders betroffenes Gebiet in Deutschland“. NRWs Gesundheitsminister Karl-Josef Laumann rief alle Teilnehmer der Karnevalssitzung dazu auf, sich bei den Behörden zu melden. Sie und ihre Familien mussten für vierzehn Tage in häusliche Quarantäne.
- 20. Februar (Donnerstag, Weiberfastnacht) bis 25. Februar (Dienstag, Karnevals-/Faschingsdienstag):
  - Es gab an den Karnevalstagen in Deutschland keine Einschränkungen zur Eindämmung des Coronavirus. In Venedig hingegen wurde der Karneval am Karnevalssonntag (23. Februar) abgebrochen[18]
- 24. Februar (Montag) und 25. Februar (Dienstag):
  - BW: Am 25. Februar wurde im Landkreis Göppingen COVID-19 bei einem Mann festgestellt, der zuvor in Mailand gewesen war.[19]
  - NW: Am 24. und 25. Februar wurde bei einem Ehepaar aus dem Kreis Heinsberg (Mann 47 Jahre alt, Frau 46 Jahre alt und von Beruf Erzieherin) COVID-19 festgestellt.[20] Sie wurden beide zum Universitätsklinikum Düsseldorf gebracht.[21] Am 15. Februar 2020 hatte das Ehepaar die Karnevalsveranstaltung in Gangelt besucht (siehe oben).[22] Ein mit dem Ehepaar befreundeter Soldat infizierte sich ebenfalls.[23] Zwei Arztpraxen in Köln, in denen das Ehepaar zwischenzeitlich war, wurden informiert.
→ Hauptartikel: COVID-19-Pandemie im Kreis Heinsberg

- 26. Februar (Mittwoch):
  - BW: Zwei Infektionsfälle in Tübingen wurden gemeldet.[24] Es handelt sich um eine junge Frau, die mit dem Patienten aus dem Landkreis Göppingen in Italien gewesen war, und ihren Vater.[25] Bei einem 32-jährigen Betroffenen aus dem Landkreis Rottweil, der in Codogno gewesen war, wurde am 26. Februar 2020 das Virus nachgewiesen.[25]
  - RP: Die Bundeswehr bestätigte die Infektion eines Soldaten der Flugbereitschaft am Flughafen Köln/Bonn, der zuvor auf einer Karnevalsfeier in Gangelt mit dem erkrankten Ehepaar aus Heinsberg Kontakt hatte; er wurde im Bundeswehrzentralkrankenhaus Koblenz behandelt.[26][27]

- 27. Februar (Donnerstag):
  - BW: Sechs weitere Infizierte wurden gemeldet. Drei davon hatten auf einem Ärztekongress in München Kontakt zu einem italienischen Kollegen und wurden im Uniklinikum Freiburg isoliert. Ein Infizierter aus dem Landkreis Böblingen konnte mit dem Cluster in Göppingen in Verbindung gebracht werden.[28] Im Landkreis Ludwigsburg wurde ein Infizierter positiv getestet, nachdem ein vorheriger Test auf Influenza negativ ausfiel. Im Rhein-Neckar-Kreis wurde ein Rückkehrer aus dem Italienurlaub positiv getestet.[29]
  - BY: Es wurde gemeldet, dass alle bisherigen Infizierten aus dem Raum Starnberg geheilt seien.[30] Am Abend wurde ein Oberarzt des Universitätsklinikums Erlangen positiv getestet. Der Mann hatte auf einem Ärztekongress Kontakt zu einem italienischen Kollegen. Er wurde im Uniklinikum isoliert.[31]
  - HE: In Wetzlar wurde ein Infizierter diagnostiziert, der aus Norditalien zurückgekehrt war.[32]
  - HH/SH: Ein Arzt der Kinder- und Jugendmedizin am Universitätsklinikum Hamburg-Eppendorf (UKE) wurde als betroffen gemeldet. Er war zuvor im Trentino gewesen. Der Mann wohnt in Henstedt-Ulzburg in Schleswig-Holstein.[33][34][35]
  - NW: 14 Neuinfektionen wurden gemeldet.[36][37] Diese Infizierten wurden in häusliche Quarantäne entlassen.[38]
  - RP: Das Westpfalz-Klinikum in Kaiserslautern bestätigte einen infizierten Patienten, der zuvor im Iran gewesen war.[39][37]
- 28. Februar (Freitag):
  - BW: In Karlsruhe wurde ein Geschäftsmann aus Nürnberg positiv getestet. Im Landkreis Breisgau-Hochschwarzwald fiel ein Test ebenfalls positiv aus. Daneben wurde ein weiterer Fall in Göppingen festgestellt bei einem Mann, der sich bereits in Quarantäne befand. Außerdem wurde das Virus bei einem 32-jährigen Mann aus Heilbronn festgestellt, der sich zuvor in Mailand aufgehalten hatte. Damit stieg die Zahl der Infizierten in Baden-Württemberg zu diesem Zeitpunkt auf 14.[40]
  - HE: Zwei Fälle im Hochtaunus[41] und Gießen[42] wurden identifiziert. Der Fall aus dem Hochtaunus steht mit jenem aus Wetzlar in Verbindung. Bei jenem aus Gießen handelt es sich um eine Studentin, die sich auf dem Karneval in Nordrhein-Westfalen infizierte.
  - NW: Im Kreis Heinsberg stieg die Zahl der infizierten Personen auf 37; mit Ausnahme des am 24. Februar bekannt gewordenen Ehepaars befand sich niemand in stationärer Behandlung, sondern in häuslicher Quarantäne. Die Infektionen konnten alle diesem Ehepaar zugeordnet werden.[43] Ein infizierter Lehrer einer Förderschule in Lüdenscheid hatte zuvor eine Karnevalssitzung in Heinsberg besucht. Seine Schüler gingen in häusliche Quarantäne, die Schule und eine Nachbarschule blieben am folgenden Montag geschlossen.[43]
- 29. Februar (Samstag):
  - BW: Aus Freiburg wurde ein Fall gemeldet. Dabei handelte es sich um eine 42-jährige weibliche Kontaktperson eines bereits bestätigten Falls.[43]
  - BY: Drei Fälle in Oberbayern wurden gemeldet.[44]
  - HB: In Bremen wurde die Infektion einer Frau gemeldet, die sich zuvor im Iran gehalten hatte.[45]
  - HE: Es wurde ein weiterer Infizierter gemeldet: Es handelt sich um den Freund der Studentin in Gießen.[46]
  - HH: In Hamburg gab es einen zweiten Fall. Die Frau befand sich in häuslicher Isolation.[43]
  - NI: Erster bestätigter Fall in Niedersachsen: In der Region Hannover wurde die Infektion eines Mannes bestätigt, der sich zuvor in Norditalien aufgehalten hatte.[45]
  - NW: Die Zahl von infizierten Personen ist allein im Kreis Heinsberg auf 60 angestiegen. Außerdem gab es einen weiteren Fall in Bonn, wo sich ein Mann einer Schülerbetreuung wohl auch über Heinsberg angesteckt hatte. Neue Fälle wurden in der Städteregion Aachen (3 Fälle), in Köln (2 Fälle), Mönchengladbach und Duisburg (2 Fälle) gemeldet.[43][47]
  - SH: In Schleswig-Holstein wurde ein zweiter Fall bestätigt. Die Person kommt aus Lübeck und hatte sich vermutlich auf einer Geschäftsreise in München infiziert.[48]

### März 2020
- 1. März (Sonntag):
  - BE: Am Sonntag wurde der erste Fall im Bundesland Berlin gemeldet.[49]
  - HE: In Hessen wurden drei infizierte Personen aus Frankfurt und eine Person aus Groß-Gerau gemeldet, die alle im Zusammenhang mit den Fällen in Gießen stehen.[50]
  - NW: In Aachen und dem nahe gelegenen Würselen wurde das Virus bei drei Personen nachgewiesen. Auch in Münster[51] und im Rheinisch-Bergischen Kreis gab es jeweils eine erste bestätigte Infektion.[52]
- 2. März (Montag):
  - BB: Erstmals wurde in Brandenburg ein Mann positiv auf das Coronavirus getestet. Er ist aus Südtirol in den Landkreis Oberhavel gereist.[53]
  - BW: Im Kreis Heilbronn wurden innerhalb eines Tages mehrere Neuinfektionen gemeldet, unter anderem auch ein Patient (Jahrgang 1935) aus einem Altersheim.[54][55]
  - HH: Eine Iran-Reisende ist der dritte bestätigte Coronavirus-Fall in Hamburg.[56]
  - NW: Im Kreis Unna gab es den ersten bestätigten Fall einer Infektion mit dem Coronavirus.[57]
  - SH: Der Kreis Herzogtum Lauenburg bestätigte den dritten Fall in Schleswig-Holstein. Die betroffene Frau war vom Karneval aus dem Rheinland zurückgekehrt.[58] Eine weitere Frau aus dem Kreis Stormarn wurde positiv getestet. Auch sie war aus einem Risikogebiet zurückgekehrt.[59]
  - SN: Der erste Infizierte in Sachsen ist ein 67-jähriger Mann aus dem Landkreis Sächsische Schweiz-Osterzgebirge, der gemeinsam mit 37 weiteren aus Italien gereist war. Der Fall steht in Verbindung mit dem Fall in Hannover.[60]
  - TH: Im Saale-Orla-Kreis wurde der erste Infizierte in Thüringen positiv getestet. Der 57-jährige war in Norditalien im Skiurlaub.[61]
- 3. März (Dienstag):
  - BW: In Baden-Württemberg wurden neun neue Fälle identifiziert. Einer davon im Rems-Murr-Kreis, in Rudersberg. Der 44-jährige Patient begab sich zur Behandlung ins Rems-Murr-Klinikum Winnenden. Die Infektionskette ist unbekannt.[62][63] Sechs Fälle im Landkreis Esslingen, im Landkreis Lörrach und in Ludwigsburg, alle mit Verbindungen nach Italien. Zwei der Patienten mussten aufgrund einer Grunderkrankung stationär aufgenommen werden. Im Ostalbkreis wurde eine Frau positiv getestet, die mit den Fällen in Heinsberg in Verbindung steht.[64][65]
  - HE: Eine 1967 geborene Frau aus Hanau im Main-Kinzig-Kreis wurde positiv getestet. Dies ist der 12. Fall in Hessen. Die Ansteckungsquelle ist unbekannt.[66]
  - MV: Die ersten beiden Fälle in Mecklenburg-Vorpommern sind ein Ehepaar, das in Baden-Württemberg Kontakt zu einem Infizierten hatte und aus dem Landkreis Vorpommern-Greifswald kommt.[67]
  - NI: In Niedersachsen wurden drei neue Infektionen bekannt. Es handelt sich um eine Kontaktperson des vorherigen, ersten Falls (vom 29. Februar) aus der Region Hannover sowie Männer aus den Landkreisen Cuxhaven (Rückkehrer aus Norditalien) und Ammerland (Teilnahme an Karneval bei Heinsberg).[68]
  - NW: Bei zwei weiteren Personen in Münster wurde eine Infektion nachgewiesen, darunter eine Erzieherin aus einer Kindertagesstätte.[69] Bei einem 49-jährigen Mann aus Neuss-Norf wurde am Abend des 3. März eine Infektion mit dem Coronavirus bestätigt.[70]
  - SH: Der Kreis Pinneberg meldete den fünften Fall in Schleswig-Holstein. Der betroffene Mann ist ein Kollege des in der Vorwoche als infiziert erkannten UKE-Arztes.[59]
  - SL: Im Saarland wurde der erste Infizierte gemeldet. Beim Patienten handelt es sich um einen Arzt an der Kinderklinik des Uniklinikums Homburg, der zunächst auch im Universitätsklinikum behandelt und noch am gleichen Abend in häusliche Quarantäne gestellt wurde.[71]
- 4. März (Mittwoch):
  - BW: 28 neue Fälle wurden in Baden-Württemberg positiv getestet. Bei 18 davon handelt es sich um Reiserückkehrer, 15 davon aus Italien (im Stadtkreis Stuttgart, Alb-Donau-Kreis, Landkreis Sigmaringen, Rhein-Neckar-Kreis, Landkreis Ludwigsburg, Main-Tauber-Kreis, Stadtkreis Ulm, Bodenseekreis und Stadtkreis Freiburg), zwei davon aus dem Iran (Stadtkreis Mannheim und Rhein-Neckar-Kreis) und eine aus Barcelona (Stadtkreis Stuttgart). Neun Fälle konnten auf einen Kontakt mit einem Infizierten im Inland zurückgeführt werden (Heilbronn, Ostalbkreis, Zollern-Alb-Kreis, Rhein-Neckar-Kreis), davon sind vier Bewohner des Altenheims in Bad Rappenau. Bei einem Infizierten aus dem Landkreis Heidenheim kann die Infektionskette nicht zurückverfolgt werden.[72][73][74]
  - BY Der Autozulieferer Webasto gab bekannt, dass alle seine mit dem Coronavirus infizierten Mitarbeiter genesen und negativ auf den Erreger getestet worden sind. Seit dem 28. Januar wurden insgesamt 16 Mitarbeiter des Unternehmens als infiziert erkannt. Dies waren die ersten bekannten Coronafälle in Deutschland.
  - HE: Es gab den ersten Fall in Nordhessen im Kreis Waldeck-Frankenberg. Auch ein Mitarbeiter der Deutschen Bahn aus Frankfurt wurde positiv getestet. Insgesamt stieg die Zahl der Infizierten in Hessen auf 13.
  - HH: In der vergangenen Nacht ist in Hamburg ein weiterer Fall einer Erkrankung mit dem Coronavirus bestätigt worden, wie die Pressestelle des Hamburger Senats am Mittag mitteilte. Es handelt sich den Angaben zufolge um eine Person, die aus einem Urlaubsaufenthalt aus einer als Risikogebiet ausgewiesenen Region in Italien in die Hansestadt zurückgekehrt ist. Das zuständige Gesundheitsamt in Altona habe alle notwendigen Maßnahmen ergriffen.[75]
  - NI: Die Zahl der bekannten Infizierten ist auf 10 angestiegen. Für eine erkrankte Frau aus dem Landkreis Leer, die überörtlich als Krankenpflegerin arbeitet, konnte keine Infektionsquelle identifiziert werden.[76] Hinzu kam ein Familienvater aus der Grafschaft Bentheim, der sich vermutlich bei einem Infektionscluster in den benachbarten Niederlanden angesteckt hatte. Weiterhin wurden zwei Personen aus dem Landkreis Rotenburg (Wümme) positiv getestet, die aus einem Südtirol-Urlaub zurückgekehrt waren. Ein als infiziert erkannter Mann aus Oldenburg hatte ebenfalls bei Heinsberg Karneval gefeiert. Am Mittwochabend bestätigt die Region Hannover, dass sich in Uetze eine zweite Kontaktperson des ersten Erkrankten angesteckt hat.[77][78]
  - NW: Bei einem 68-jährigen Mann aus Bochum-Stiepel wurde eine Infektion mit dem Coronavirus bestätigt. Es handelt sich um den ersten Fall in Bochum. Er befand sich zusammen mit seiner Frau seit Montag, 4. März, in Hausquarantäne, das Testergebnis für die Frau steht noch aus. Das Ehepaar war zuvor im Skiurlaub in Südtirol und hatte sich dort mutmaßlich infiziert.[79]
- 5. März (Donnerstag):
  - BW: Durch 16 neue Fälle ist die Zahl der Infizierten in Baden-Württemberg insgesamt auf 89 gestiegen.[80] Acht Personen waren Mitglieder einer Reisegruppe, die in Südtirol war, und leben im Zollernalbkreis. Eine weitere Infizierte im Hohenlohekreis war im Piemont. Im Landkreis Esslingen wurden drei Fälle positiv getestet, die Fälle stehen im Zusammenhang mit der Erkrankungsgruppe dort. Im Landkreis Karlsruhe, Rhein-Neckar-Kreis und Bodenseekreis wurde jeweils ein Fall positiv getestet, bei allen drei Fällen handelt es sich um Reiserückkehrer aus Südtirol. Im Zollernalbkreis wurde eine männliche Person positiv getestet.[81]
  - HH: Auch in der Hansestadt Hamburg stieg die Zahl der Coronavirus-Infektionen weiter an. Die Gesundheitsbehörde bestätigte am Mittag drei weitere Fälle von Erkrankungen mit dem neuartigen Coronavirus, sie hätten alle nichts miteinander zu tun.[82]
  - MV: Ein 49-Jähriger aus dem Landkreis Vorpommern-Rügen wurde positiv getestet. Er hatte engen Kontakt zu dem Mann, der als dritter Fall einer Corona-Infektion in Mecklenburg-Vorpommern am späten Abend des 3. März 2020 gemeldet worden war.[83]
  - NI: Die Zahl der bekannten infizierten Personen ist auf 13 angestiegen. Ein Lehrer aus Stade wurde positiv getestet.[84] Der Landkreis Celle meldete einen infizierten Mann aus Celle, der Kontakt zum ersten niedersächsischen Fall aus Uetze/Hannover hatte.[85] Eine als infiziert erkannte Braunschweigerin war aus einem Urlaub auf Gran Canaria zurückgekehrt.[86]
  - RP: Der Soldat der Flugbereitschaft am Flughafen Köln/Bonn, der am 26. Februar positiv getestet wurde, wurde aus dem Krankenhaus entlassen. Er ist der erste bestätigte Genesene in Deutschland, dessen Infektionskette nicht nach China zurückverfolgt werden kann.[87]
  - SH: Im Kreis Dithmarschen wurde eine Mitarbeiterin des Westküstenklinikums positiv getestet. Die Frau ist Mitarbeiterin der Kinderintensivstation in Heide.[88]
- 6. März (Freitag):
  - BW: Mit 20 neuen Fällen stieg die Zahl der Infizierten auf 116.[89] Im Landkreis Biberach wurde ein 43-jähriger Mann positiv auf das Coronavirus getestet.[90] Der Landkreis Calw meldete einen 29-jährigen Mann als ersten Infizierten des Landkreises. Er war mit seiner Fußballmannschaft zum Trainingslager in Sirmione.[91]
  - HH: Drei betroffene Personen mit leichten Symptomen seien mit dem Pkw aus Norditalien nach Hamburg gereist. Seit ihrer Rückkehr befänden sie sich in häuslicher Isolation. Beim vierten Fall handele es sich um eine Kontaktperson einer bekannten in Hamburg ansässigen, infizierten Person, die ebenfalls häuslich isoliert sei.[92]
  - MV: In Mecklenburg-Vorpommern gab es den sechsten laborbestätigten Fall einer Corona-Infektion. Ein 56-jähriger Mann aus dem Landkreis Mecklenburgische Seenplatte wies seit dem 5. März leichte Symptome in Form von Husten auf und ist nun in häuslicher Quarantäne. Er hatte engen Kontakt mit dem vierten bestätigten Fall aus Mecklenburg-Vorpommern, der am 4. März 2020 bekannt wurde.[93]
  - NW: Im Kreis Heinsberg gab es um 13:00 Uhr 220 bestätigte Infektionen mit dem Coronavirus.[94] Bei der Ehefrau des 68-jährigen Bochumers, der seit Montag in häuslicher Quarantäne ist, wurde ebenfalls eine Infektion mit dem Coronavirus bestätigt. Es handelt sich um den zweiten bestätigten Fall in der Stadt.[95]
  - SL: Im Saarland gab es einen zweiten Fall in St. Ingbert. Der Mann ist ein Mitarbeiter von SAP und wohnt in Frankreich. Er hatte sich auf einer privaten Veranstaltung infiziert und begab sich in häusliche Quarantäne.
- 7. März (Samstag):
  - BW: Am Samstagnachmittag wurden von den Behörden landesweit 54 neue bestätigte Fälle gemeldet, davon allein 21 im Main-Tauber-Kreis (allesamt Rückkehrer einer Reisegruppe aus Südtirol). Damit stieg die Zahl der Corona-Infizierten in Baden-Württemberg auf 170.[96] Es wurden bereits 20 Schulen in Baden-Württemberg zeitweise geschlossen.[97]
  - HH: Ein weiterer Fall. Bei der Betroffenen handele es sich um eine Kontaktperson eines am Vortag isolierten, infizierten Menschen, der in Norditalien gewesen war.[98]
  - NI: Im Landkreis Hildesheim wurde bei einem Paar eine Infektion mit dem Coronavirus bestätigt. Die beiden hielten sich zuvor in Tirol auf.[99]
  - NW: In Remscheid wurden vier Fälle bestätigt, drei Mitgliedern einer Bus-Reisegruppe in den Nahen Osten und eine Angehörige aus diesem Personenkreis. In Wermelskirchen wurde ein 65-jähriger Mann nach einer Reise in ein Risikogebiet positiv getestet.[100]
- 8. März (Sonntag):
  - BY: In München wurden aufgrund bestätigter Fälle mehrere Schulen geschlossen.[101]
  - MV: Nach einem Skiurlaub im Salzburger Land und in Österreich klagten eine 23-jährige Frau und ein 37-jähriger Mann aus dem Landkreis Mecklenburgische Seenplatte über die typischen Symptome. Die beiden Erkrankten begaben sich in häusliche Quarantäne. Die Zahl der nachgewiesenen Infektionen stieg somit auf acht.[102]
  - SL: Nach drei weiteren positiven Prüfungen stieg die Zahl im Saarland auf 5 an. SAP schließt auf Grund von drei infizierten Mitarbeitern seinen Standort in St. Ingbert.[103]
  - SN: Mit einem Rentnerpaar aus Dresden und einem Fernfahrer aus Osteuropa, der in Leipzig behandelt wurde (alle drei waren in Norditalien gewesen), erhöhte sich die Zahl der Fälle in Sachsen auf sieben.[104]
  - ST: In Sachsen-Anhalt wurde die Klinik Zerbst/Anhalt für neue Patienten und Besucher gesperrt, weil dort ein mit dem Coronavirus infizierter Arzt arbeitete. Er sei vor einer Woche aus Südtirol zurückgekehrt und habe bis Freitag in dem Krankenhaus gearbeitet. Dies teilte der Landkreis Anhalt-Bitterfeld mit. Statistisch zählt der Fall nicht zu Sachsen-Anhalt, da der Arzt aus Sachsen stammt. Er wies leichte Beschwerden auf. Derzeit läuft die Suche nach Menschen, die mit dem Arzt Kontakt hatten, teilte der Kreis weiter mit. Bei ersten Personen seien bereits erste Abstriche genommen worden, um sie auf den Erreger zu testen; deren Ergebnisse für Montag erwartet wurden.[105]
- 9. März (Montag):
  - BE: Nach einer Chorprobe des Domchors Berlin wurden trotz Vorsichtsmaßnahmen später 30 Infizierte entdeckt. Insgesamt 60 Personen klagten über Grippesymptome und Geschmacksverlust.[106] Eine Person musste in künstliches Koma versetzt werden.
  - MV: Ein Ehepaar (76 und 78 Jahre alt) aus dem Landkreis Rostock wurde positiv getestet. Nach der Rückkehr aus Ägypten zeigte eine der beiden Personen Symptome, die inzwischen eine Behandlung im Krankenhaus erforderlich machen. Die andere Person begab sich symptomfrei in häusliche Isolierung.[107]
  - NI: Im Landkreis Hameln-Pyrmont wurde der erste Fall von COVID-19 bestätigt. Ein 48-jähriger Mann war mit einer neunköpfigen Gruppe zum Skifahren in Österreich, von der ein weiterer Teilnehmer zwei Tage nach seiner Rückkehr Symptome einer Infektion zeigte und ebenfalls positiv auf das neuartige Coronavirus getestet wurde.[108]
  - NW: In Nordrhein-Westfalen gab es die ersten beiden Todesfälle in Deutschland. Zuerst verstarb eine 89-jährige Frau in Essen und etwa eine Stunde später ein 78-jähriger Mann in Gangelt, Kreis Heinsberg. Der Mann litt unter Vorerkrankungen wie Herzproblemen und Diabetes.[109] In Solingen wurden vier Fälle bestätigt.[110] In Leverkusen wurde die Diagnose bei einem Mann bestätigt.[111]
  - RP: Ein Student der WHU – Otto Beisheim School of Management in Vallendar wurde positiv auf das Virus getestet.[112]
  - TH: Zwei Männer wurden im Kyffhäuserkreis positiv getestet. Diese kamen von einem Skiurlaub in Tirol zurück.[113]
- 10. März (Dienstag):
  - MV: In der Hansestadt Rostock wurde ein erster laborbestätigter Fall registriert. Auch im Landkreis Rostock sowie aus dem Landkreis Mecklenburgische Seenplatte wurde jeweils ein Fall gemeldet.[114]
  - ST: Erstmals wurden Fälle aus Sachsen-Anhalt gemeldet. Es handelt sich um vier Urlaubsrückkehrer aus Südtirol, drei aus Tirol und eine Israelreisende.[115]
  - TH: In der Stadt Weimar gab es einen bestätigten Fall sowie auch im Saale-Holzland-Kreis bei einem Rückkehrer aus Südtirol.[116][117]
- 11. März (Mittwoch):
  - NI: Der Kreis Northeim bestätigte drei Neuinfizierte, darunter zwei Männer, die aus dem Skigebiet Ischgl zurückgekehrt sind. Ein Fall wurde der Stadt Uslar zugeschrieben.[118] Der Landkreis Göttingen meldete den ersten Infektionsfall im Raum Osterode.[119] In Braunschweig gab es erstmals einen Verdachtsfall in einem Gefängnis, der Häftling wurde daraufhin isoliert und für alle Gefangenen in der Anstalt wurde ein Generaleinschluss angeordnet.[120]
  - NW: Im Kreis Heinsberg gab es einen zweiten Todesfall. Verstorben ist ein 73-jähriger Mann aus Übach-Palenberg. Er war Dialysepatient mit schweren Vorerkrankungen. Insgesamt handelt es sich um den dritten Todesfall in Deutschland. Mit Stand 15:00 Uhr gab es im Kreis Heinsberg 443 bestätigte Infektionen.[121]
- 12. März (Donnerstag):
  - BW: Im Rems-Murr-Kreis wurde der vierte Todesfall in Deutschland gemeldet. Der 67-jährige Mann verstarb bereits einige Tage zuvor. Im Nachgang wurde der Leichnam positiv getestet.[122]
  - BY: Beim ersten Todesfall in Bayern handelt es sich um einen über 80-jährigen pflegebedürftigen Mann mit Vorerkrankungen.[123]
  - HE: Im Main-Kinzig-Kreis wurden 2 infizierte Frauen, die mit einer Rückkehrerin aus Italien in Verbindung standen, als infiziert gemeldet. Zudem gab es derzeit 3 infizierte und erkrankte Mitarbeiter der Main-Kinzig-Kliniken[124]
  - MV: Den Gesundheitsbehörden in Mecklenburg-Vorpommern wurden drei neue Corona-Infektionen gemeldet. Sie betreffen die Landkreise Vorpommern-Rügen und Mecklenburgische Seenplatte und erstmals die Landeshauptstadt Schwerin.[125]
  - NI: Nachdem ein zweiter bestätigter Fall im Profikader von Hannover 96 aufgetreten war, wurde eine zweiwöchige Quarantäne für die komplette Profimannschaft angeordnet.[126]
  - NW: Im Kreis Heinsberg gab es den dritten Todesfall. Dabei handelt es sich um eine 78-jährige Frau mit Vorerkrankungen.[121] In Remscheid wurde bei einer Lehrerin das Virus nachgewiesen. Allerdings war sie schon einige Tage auf Grund ihrer Krankheit nicht in der Schule gewesen.[127] Ebenfalls in Remscheid wurde ein Taxifahrer positiv getestet. Er hatte sich bei Fahrgästen angesteckt, transportierte zwei Tage später auch Schulkinder verschiedener Schulen, bevor er sich im Laufe des gleichen Tags unter Quarantäne begab.[128]
  - RP: Die Stadt Trier gab bekannt, dass sich ein Einwohner der Stadt mit dem Coronavirus infiziert hat. Der betroffenen Person gehe es laut Aussage des Gesundheitsamtes gut.[129]
  - TH: Im Landkreis Schmalkalden-Meiningen wurde eine 39-jährige Frau positiv auf das Coronavirus getestet. Mittlerweile wurde auch bei ihrem 54-jährigen Partner eine Infektion nachgewiesen. Beide befinden sich derzeit in Quarantäne.[130]
- 13. März (Freitag):
  - BW: In Baden-Württemberg wurden zwei weitere Todesfälle gemeldet, jeweils einer im Landkreis Esslingen (80 Jahre) und im Landkreis Göppingen (85 Jahre).[131]
  - NI: In einem Pflegeheim der Diakonie wurde die erste Bewohnerin positiv getestet.[132] Im weiteren Verlauf wurden mindestens 79 Bewohner positiv getestet, 27 verstarben.[133]
  - TH: Aus der Erstaufnahmeeinrichtung in Suhl wurde ein positiver Fall gemeldet, der am Vorabend festgestellt worden war. Die 500 Bewohner der für 1200 Bewohner ausgelegten Einrichtung wurden teils unter Quarantäne gestellt, für Neuankömmlinge wurde eine separate Unterbringung bereitgestellt.[134][135]
- 14. März (Samstag):
  - BW: Dem baden-württembergischen Gesundheitsministerium wurden am Samstag 258 weitere Fälle von bestätigten Infektionen mit dem Coronavirus gemeldet. Die Zahl der Infizierten im Land stieg damit auf insgesamt 827.[136]
- 15. März (Sonntag):
  - MV: Das Landesgesundheitsministerium meldete fünf neue Corona-Infektionen, ohne die betroffenen Kommunen zu benennen. Die Zahl der nachgewiesenen Infektionen stieg somit auf 50.[137]
- 17. März (Dienstag):
  - RP: Im Landkreis Birkenfeld wurden erstmals 2 Personen mit COVID-19 festgestellt und labortechnisch bestätigt. Der erste Fall wurde am Tag davor (Montag) bei einer Frau festgestellt. Am Tag darauf bei einem Mann. Beide hatten sich in Tirol aufgehalten.[138]
- 20. März (Freitag):
  - BY: Neun Todesfälle in Bayern entfallen auf ein Pflegeheim in Würzburg. Von den 160 Bewohnern dieses Pflegeheimes lagen weitere fünf in Würzburger Kliniken und zehn sind positiv auf das Virus getestet. Hinzu kommen 23 Pflegekräfte mit ebenfalls positivem Test.[139]
- 31. März (Dienstag):
  - Bundesweit waren 79.318 Infektionen bekannt, Das RKI führte den Kreis Heinsberg nicht mehr als „besonders betroffenes Gebiet in Deutschland“[140][141] da der Anteil der infizierten Personen in anderen Landkreisen schon höher war.[142]

### April 2020
- 1. April (Mittwoch):
  - NW: Die Justizvollzugsanstalt Euskirchen verzeichnete den ersten infizierten Gefangenen.[143]
- 2. April (Donnerstag):
  - NW: Die MediClin Rose-Klinik (Rehaklinik) in Horn-Bad Meinberg wird, auf Anordnung des Krisenstabs des Kreises Lippe, geräumt. Hier haben sich über 100 Patienten und Mitarbeiter mit dem Virus angesteckt.[144]
  - BY: Bayern wies die höchste kumulierte Inzidenz (Fälle pro 100.000 Einwohner seit Beginn der Pandemie) aller deutschen Länder auf und löst damit das Land Hamburg ab. Die zweithöchste kumulierte Inzidenz wies Baden-Württemberg auf.
- 6. April (Montag):
  - DE: Die Zahl der bekannten Infizierten (Infektionen gezählt ab der ersten Infektion in Deutschland) überstieg die Grenze von 100.000 Personen.
- 11. April (Samstag):
  - DE: Eine Kommission erarbeitet Kriterien für die mögliche Lockerung der Kontaktbegrenzungen.
- 14. April (Dienstag):
  - DE: Die Zahl der bundesweit bekannten Infizierten überstieg die Grenze von 125.000 Personen. Es mehren sich die Fälle in Altenheimen.
  - HH: Im Seniorenheim Harburg wurden 38 infizierte Senioren gemeldet.
  - SH: In einem Seniorenheim in Bad Oldesloe wurden 70 infizierte Senioren und Angestellte gemeldet
- 15. April (Mittwoch):
  - BW: Es wurde bekannt, dass sich in einer Unterkunft für Asylbewerber in Ellwangen etwa die Hälfte der 500 Personen infiziert haben.[145]
  - DE: Das RKI meldete im Epidemiologischen Bulletin, dass die Reproduktionszahl des Virus am 23. März 2020 unter den Wert von 1 gefallen sei.[146]
- 24. April (Freitag):
  - DE: Die Zahl der bekannten Infizierten überstieg die Grenze von 150.000 Personen.
- 28. April (Montag):
  - DE: Die Zahl der bekannten Toten im Zusammenhang mit der COVID-19 erreichte einen Wert von 6.000 Personen.
- 30. April (Mittwoch):
  - HE: Während hessenweit noch ausreichend Intensivbetten zur Verfügung standen, erreichten laut des Intensivregisters die Hochtaunus-Kliniken in Usingen, die Asklepios Klinik Bad König sowie die beiden Standorte der Main-Kinzig-Kliniken in Schlüchtern und Gelnhausen bereits die Kapazitätsgrenze hinsichtlich der Beatmungsmöglichkeiten.

Ende April waren insgesamt nahezu 6.500 Tote im Zusammenhang mit COVID-19 bekannt. Das entspricht eine Zunahme von 5.350 im vergangenen Monat. Insgesamt wurden im April etwa 93.000 neue Infektionen registriert.

### Mai 2020
- 2. Mai (Samstag):
  - DE: Erstmals seit dem 13. März meldete das RKI nur noch einen Fall-Anstieg in dreistelliger Höhe (945). Die Zahl der Toten blieb zudem erstmals seit dem 6. April nur zweistellig (94).
- 7. Mai (Donnerstag)
  - NI: Binnen weniger Tage infizieren sich 112 der 160 Bewohner des Wolfsburger Hanns-Lilje-Heims in Wolfsburg mit Corona. Insgesamt sterben in der Folgezeit 47 Bewohner.[147]
- 8. Mai (Freitag):
  - DE: Die Zahl der bekannten Toten im Zusammenhang mit COVID-19 (gezählt ab dem ersten COVID-19-Toten in Deutschland) überstieg die Marke von 7.000.
- 10. Mai (Sonntag):
  - HE: Nach einem Gottesdienst in einer Kirchengemeinde der Baptisten in Frankfurt waren, wie am 23. Mai bekannt wurde, mehr als 40 Menschen mit dem Coronavirus infiziert.[148] Bis Ende Mai stieg die Zahl der Personen, die sich als Folge des Ausbruchs infiziert haben, auf 200 Personen an.[149]
- 15. Mai (Freitag):
  - DE: Die Zahl der täglichen Neuinfektionen liegt deutschlandweit weiterhin unter 1000. Das RKI wies aktuell nur die beiden Landkreise Coesfeld sowie Coburg mit mehr als 50 Infektionen je 100.000 Einwohnern in den letzten 7 Tagen aus. In über 20 Landkreisen in Deutschland wurde innerhalb einer Woche kein Infektionsfall mehr aufgezeichnet. Diese lagen hauptsächlich im Osten und Norden des Bundesgebietes.
- 16. Mai (Samstag):
  - NW: Im Paketzentrum in Hückelhoven, Landkreis Heinsberg wurde bekannt, dass sich mindestens 80 Mitarbeiter angesteckt haben.[150]
- 17. Mai (Sonntag):
  - NW: In einem Flüchtlingsheim in Sankt Augustin bei Bonn haben sich mindestens 70 Personen angesteckt. In einem Fleischereibetrieb sind es mindestens 90 Personen.[151]
- 19. Mai (Dienstag):
  - DE: Die Zahl der bekannten Toten im Zusammenhang mit COVID-19 überstieg die Grenze von 8.000. Die Zahl der bekannten Infektionsfälle überstieg gleichzeitig 175.000. Die Landkreise Coburg und Straubing lagen jenseits der Marke von 50 Neuinfektionen je 100.000 EW. Einige Bundesländer senken die Frühwarngrenze auf 30 oder 35 Neuinfektionen je Woche.
  - NW: Im Flüchtlingsheim in St. Augustin sind weitere 90 infizierte Personen entdeckt worden. Damit stieg die Zahl auf über 160 Infizierte.[152]
- 22. Mai (Freitag):
  - DE: Es gab derzeit keinen Landkreis, der über der Marke von 50 Infizierten je Woche und 100.000 EW liegt.
  - NI: Nach einem Restaurantbesuch im Landkreis Leer waren 7 Menschen infiziert, mindestens 50 wurden in Quarantäne geschickt. Laut NDR 1 Niedersachsen waren es „die ersten bekannten Fälle dieser Art seit der Wiederöffnung der Gastronomie in Niedersachsen am 11. Mai“.[153][154][155]
- 28. Mai (Donnerstag):
  - NI: Beim Postdienstleister UPS in Langenhagen bei Hannover haben sich 72 Mitarbeiter des Verteilzentrums infiziert.[156]
- 29. Mai (Freitag):
  - DE: Die Zahl der Infizierten stieg bundesweit auf über 180.000 Personen.

Ende Mai waren insgesamt rund 8.500 Tote im Zusammenhang mit COVID-19 bekannt. Das entspricht eine Zunahme von 2.030 im vergangenen Monat. Etwa 700 Patienten wurden intensivmedizinisch behandelt. Insgesamt wurden im Mai etwa 21.000 neue Infektionen registriert.

### Juni 2020
- 1. Juni (Montag):
  - TH: Mit Sonneberg gab es wieder einen Landkreis, der über der Marke von 50 Infizierten je Woche und 100.000 EW liegt. Dort waren u. a. Ausbrüche in zwei Pflegeheimen entdeckt worden.
  - NI: In Göttingen wurden 80 Infizierte entdeckt, die sich nach privaten Familienfeiern im Rahmen des muslimischen Zuckerfestes angesteckt haben. Da auch viele Kinder unter den Infizierten waren, entschied die Stadt, alle Schulen und Kitas zu schließen und eine weitere Maskenpflicht einzuführen.[157]
- 10. Juni (Mittwoch):
  - NW: Auf einer Station im Klinikum Dortmund ereignete sich ein lokaler Ausbruch mit 15 Infizierten. Es handelt sich um 9 Mitarbeiter und 6 Patienten. Ein vorerkrankter Patient im Alter von 82 Jahren verstarb in Folge der Infektion.[158]
  - BY: Im Landkreis Aichach-Friedberg wurde die Grenze von 50 Neuinfektionen je Woche und 100.000 Einwohner überschritten.
- 18. Juni (Donnerstag):
  - NW: In einem Fleischverarbeitungsbetrieb der Tönnies-Gruppe im Kreis Gütersloh wurden zunächst 730 Infizierte festgestellt.[159] Am Folgetag erhöhte sich die Zahl auf 1.029 bestätigte Infizierte.[160] Bis zum 23. Juni wurden insgesamt über 1.500 Infizierte entdeckt. Schulen und Kitas wurden geschlossen.[161] Der Vorgang löste großes Medieninteresse und Kritik an der Unternehmensführung aus.[162] Siehe auch: COVID-19-Ausbruch im Tönnies-Stammwerk. Zitat:

„Das größte, bisher nie dagewesene Infektionsgeschehen in Nordrhein-Westfalen.“

- 24. Juni (Mittwoch):
  - NW: Für die Landkreise Gütersloh und Warendorf wurden Einschränkungen des öffentlichen Lebens ausgeweitet („Coronaregionalverordnung“). Die Maßnahmen gelten zunächst bis zum 30. Juni 2020.[164] Betroffen sind rund 640.000 Menschen.[165]

Ende Juni 2020 verzeichnete das RKI insgesamt 1.475 weitere Todesfälle. Insgesamt wurden im Juni etwa 13.000 neue Infektionen bekannt.

### Juli 2020
- 3. Juli (Freitag):
  - DE: Das RKI zählte deutschlandweit 9.000 Tote im Zusammenhang mit Corona.
- 16. Juli (Donnerstag):
  - DE: Das RKI zählte deutschlandweit 200.000 Infizierte.
- 27. Juli (Montag)
  - BY: Im Landkreis Dingolfing-Landau wurde die Quote von 100 Neuinfektionen je 100.000 Einwohner innerhalb von 7 Tagen überschritten,[166] was seit dem 29. Juni in Deutschland nicht mehr geschehen war.
- 28. Juli (Dienstag)
  - BW: In Süddeutschland wurden mehrere Super-Spreader-Ereignisse als Treiber der Pandemie ausgemacht.[167]

Im Monat Juli 2020 verzeichnete das RKI insgesamt 168 weitere Todesfälle. Insgesamt wurden im Juli etwa 14.500 neue Infektionen bekannt.

### August 2020
- 2. August (Sonntag):
  - HE: Aufgrund von Reiserückkehrern wurden in der Stadt Offenbach binnen weniger Tage über 20 Neuinfektionen je 100.000 Einwohner festgestellt.[168] Später erhöhte sich die Zahl auf über 35.
- 6. August (Donnerstag):
  - DE: Es wurden erstmals seit über 2 Monaten wieder mehr als 1.000 Neuinfektionen pro Tag festgestellt
- 12. August (Mittwoch):
  - BY: Die Ergebnisse von 44.000 Tests, die überwiegend in mobilen Testzentren an Autobahnraststätten an Urlaubsrückkehrern vorgenommen worden waren, sind nicht an die Betroffenen weitergeleitet worden.[169] Bis zum darauffolgenden Sonntag waren von über 900 positiven Tests mehr als 40 Personen immer noch nicht identifiziert.[170]
- 14. August
  - DE: Es wurden erstmals über 200.000 Genesene geschätzt. Dies entspricht 0,2 % der Bevölkerung. Die Infektionen kumulierten sich bisher auf über 220.000. Das RKI erklärte das Festland Spaniens und die Balearen mit Mallorca zum Risikogebiet. Etwa 130 Länder gelten als Risikogebiet, beispielsweise Luxemburg, die Belgische Provinz Antwerpen, die Türkei, Teile Bulgariens und Rumäniens, Russland, weitere Länder Ost- und Südosteuropas, die USA.[171][172] (siehe auch COVID-19-Pandemie in Deutschland #Grenzüberschreitende Mobilität und Tourismus)
  - BY: Im Landkreis Dingolfing-Landau wurden erneut über 100 Neuinfektionen je 7 Tage auf 100.000 Einwohner bekannt.[173]
- 17. August
  - DE: Die Zahl der erkannten Infektionen kumulierte sich auf 225.000. Die Zahl der erfassten Neuinfizierten der vergangenen Woche lag bei fast 7.000 Personen.
- 21. August
  - HE: Der Landkreis Offenbach wies mit einer Inzidenz von über 50 den höchsten Wert in Deutschland auf und stieg bis zum 24. noch auf 54 an.[174]
  - DE: In Deutschland stieg die Zahl der insgesamt gemeldeten Infektionen (gezählt ab der ersten Infektion in Deutschland) an einem Tag um 2.034[175], die höchste Tagesdifferenz der kumulierten Infektionszahl seit Monaten.
- 24. August
  - HE: Das Land Hessen wies mit 17,7 die höchste Inzidenz (Neuinfektionen je 100.000 Einwohnern in den letzten 7 Tagen) im gesamten Bundesgebiet auf, gefolgt von Bayern mit 14,2. Auffällig ist nach wie vor die geringe Inzidenz der ostdeutschen Länder, die alle unter 4 liegen.[176] Dies wurde u. a. mit der geringeren Bevölkerungsdichte erklärt.[177]
- 31. August
  - BY: Das Bundesland Bayern wies mit 14,4 die höchste Inzidenz aller Länder auf. Am stärksten war Ingolstadt mit 37 betroffen.
  - NW: In Nordrhein-Westfalen gab es mit 74 Personen die höchste Zahl der intensiv behandelten COVID-19-Patienten. 45 davon mussten beatmet werden.

Im gesamten Monat August wurden rund 34.500 neue Infektionen und 155 weitere Tote erfasst. 250 Personen befanden sich aktuell in intensivmedizinischer Behandlung. 115 davon mussten beatmet werden.

### September 2020
- 6. September (Sonntag)
  - DE: Der 6. September ist bislang der letzte Tag, an dem das RKI in Deutschland keinen Landkreis und keine kreisfreie Stadt mit einer 7-Tage-Inzidenz von mehr als 50 Neuinfektionen auf 100.000 Einwohner meldete.
- 7. September (Montag):
  - DE: Das RKI meldete 250.000 erkannte Infektionen, bei 9.325 registrierten Toten. Gleichzeitig galten 225.000 als Genesen.
- 13. September (Sonntag):
  - BW: Das RKI meldete 45.000 bekannte Infektionen bei annähernd 40.000 genesene Personen.
  - HB: Es wurden 2.000 Genesene und 2.130 Infektionen gemeldet.
  - MV: Es wurden 1.000 genesene Personen gemeldet bei 1.050 bekannten Infektionen.
- 14. September (Montag):
  - DE: Das RKI meldete 260.000 bekannte Infektionen, bei 9.350 Toten.
- 20. September (Sonntag):
  - BE: Für das Bundesland Berlin wurde eine Inzidenz von 20 gemeldet. Dies ist der Höchstwert aller Bundesländer.
- 22. September (Dienstag)
  - NW: Die Stadt Hamm überschritt die 7-Tage-Inzidenz von 50 Neuinfizierten pro 100.000 Einwohner und unterschreitet diesen Wert seitdem nicht mehr. Hamm ist damit das älteste deutsche Beispiel für ein Risikogebiet.
- 23. September (Mittwoch):
  - DE: Das RKI meldete 275.000 registrierte Infektionen, bei 245.000 Genesenen und etwas über 9.400 Toten.
- 25. September (Freitag):
  - BE: Für das Bundesland Berlin wurde eine Inzidenz von 25 gemeldet. Dies ist erneut der Höchstwert aller Bundesländer.
  - NW: In Hamm mussten 2.000 Personen wegen eines Massenausbruchs nach privaten Feiern in Quarantäne.[178]
- 27. September (Sonntag):
  - DE: Das RKI meldete 250.000 Genesene in Deutschland. Dies waren 0,30 % der Bevölkerung.
  - HE: Im Paketzentrum im hessischen Obertshausen sind 60 Infizierte gefunden worden.[179]
- 29. September (Sonntag):
  - NI: Es wurden mehr als 20.000 Infektionen gemeldet.

Ende September wiesen in Deutschland die Stadtstaaten Bremen (27,5), Berlin (26,5) und Hamburg (23,2) und die Flächenländer Nordrhein-Westfalen (19,3), Hessen (16,6), Bayern (15,5) und Baden-Württemberg (14,6) die höchsten 7-Tage-Inzidenzen pro 100.000 Einwohner auf. Die geringsten Werte der Länder zeigten Mecklenburg-Vorpommern (2,8), das Saarland (3,7), Thüringen (4,0), Brandenburg (4,4), Sachsen-Anhalt (5,6) und Sachsen (7,8). Die Inzidenz in Deutschland insgesamt lag bei 14,5. Im gesamten Monat wurden in Deutschland rund 44.800 neue Infektionen und 186 weitere Tote erfasst. Über 350 Personen befanden sich in intensivmedizinischer Behandlung. Fast 200 davon mussten beatmet werden.

### Oktober 2020
Im Oktober überschritten die Inzidenzen mehrerer Bundesländer die Werte, die zuvor während der ersten Welle erreicht wurden. Wissenschaftler betonten, dass dies auch mit der gesteigerten Zahl von Tests und der verbesserten Nachverfolgung der Infektionsketten zusammenhängen könnte und verwiesen auf die in Relation dazu geringe Anzahl von zusätzlichen Toten, allerdings waren auch diese zuletzt stärker angestiegen,
- 1. Oktober (Donnerstag):
  - HB: Es wurde eine Inzidenz von 31,2 gemeldet. Dies ist die derzeit höchste eines deutschen Bundeslandes.[181] Der Wert ist sogar höher als das Maximum in Bremen während der ersten Welle. Zum Vergleich: Ende September lag die Inzidenz des Landes Bremen bei 27,5, die der Stadt Bremen (in der vier Fünftel der Einwohner Landes leben) bei 32,1. Die kreisfreie Stadt Köln hatte Ende September mehr als doppelt so viele Neuinfektionen pro Woche (374) wie die Stadt Bremen (183) und die höhere Inzidenz von 34,4. Im Berliner Bezirk Mitte gab es in der letzten Septemberwoche mehr Fälle (185) als in der Stadt Bremen und die höhere Inzidenz von 48,2.[180]
  - NW: Die Zahl von 70.000 registrierten Infektionen wurde erreicht.
  - DE: Es wurden über 2.500 neue Infektionen an einem Tag erfasst. Die Marke von 9.500 Toten ist erreicht.
- 2. Oktober (Freitag):
  - HE: Es gab weit über 200 erkannte Infektionen an einem Tag. Dies war der höchste Wert seit 3 Monaten. In der Stadt Frankfurt wurde eine Inzidenz von über 40 festgestellt.[182]
  - BW: Es wurde die Marke von 50.000 Infektionen erreicht.
  - BE: Es wurden 15.000 Infektionen erreicht.
  - DE: In der zurückliegenden Woche wurden 65 weitere Tote gemeldet.
- 4. Oktober (Sonntag):
  - BE: Mit einer Inzidenz von 36,7 (wie bei der Corona-Pandemie in Deutschland üblich berechnet: innerhalb sieben Tagen pro 100.000 Einwohner) lag der Wert auch in Berlin höher als in der Hochphase der ersten Welle. Berlin hatte auch die höchste Inzidenz alle Länder.
  - DE: Es sind über 400 Patienten in Intensivbehandlung. Über 210 davon wurden beatmet.
- 5. Oktober (Montag):
  - DE: Es wurden insgesamt 300.000 Infektionen gezählt (ab der ersten Infektion in Deutschland).
  - HE: Die Stadt Frankfurt war mit einer Inzidenz von 47,7 kurz vor der Corona-Warnstufe 4, ab der weitergehende Einschränkungen drohen.
- 6. Oktober (Dienstag):
  - HE: Es wurden 20.000 Infektionen gezählt.
  - BY: In Bayern gab es 70.000 Infektionen. Die Inzidenz betrug 500, d. h. jede 200-ste Person in Bayern war bereits infiziert.
  - MV: Die Inzidenz lag weiterhin deutlich unter 90, d. h. nicht einmal jede 1000-ste Person in Mecklenburg-Vorpommern hatte nachweislich Kontakt mit dem Virus.
  - NW: Es wurden fast 850 Infektionen an einem Tag erfasst, der höchste Wert seit April.
  - BE: Berlin wies eine Inzidenz von über 40 auf.
- 7. Oktober (Mittwoch):
  - NW: Es wurden mehrere Verstöße auf Feiern bekannt, die in der Folge zu mehreren Infektionen führten, darunter eine Hochzeit mit 380 Gästen in Dortmund, bei der Corona-Regeln bewusst verletzt wurden.[183]
- 8. Oktober (Donnerstag):
  - HB: Bremen wies mit annähernd 50 die höchste Inzidenz alle Länder auf.
  - NW: Es gab über 1.000 neue Fälle an einem Tag, die Gesamtzahl überstieg 75.000 Infektionen.
  - HE: Die Stadt Offenbach überschritt laut RKI die Inzidenz von 50 und erreichte damit die Corona-Warnstufe 4 in Hessen. Im Tagesverlauf meldete auch Frankfurt die Überschreitung der Grenze. Offenbach lag bei bereits 68, nachdem der Wert zuvor zwei Tage lang kurz unterhalb der 50 stagnierte.[184]
  - DE: Für Deutschland insgesamt wurden über 4.000 neue Fälle an diesem Tag gemeldet.
- 9. Oktober (Freitag):
  - DE: Es gab mit Bremen (53,9) und Berlin (51,0) zwei Bundesländer oberhalb der Marke von 50 Infektionen je Woche und 100.000 Einwohner. Die Zahl der Intensivpatienten überschritt 500 Personen. Über 250 davon mussten beatmet werden. In der zurückliegenden Woche wurden 81 zusätzliche Tote gemeldet.
  - BE: In Berlin wurden an einem Tag fast 500 Neuinfektionen gemeldet. Das ist erneut der höchste Wert während der gesamten Pandemie. Ganz Berlin wurde zum Risikogebiet erklärt.[185]
- 11. Oktober (Sonntag):
  - HE: Die Stadt Offenbach meldete eine Inzidenz von über 80. Damit wurde die Grenze zur höchsten Corona-Warnstufe in Hessen überschritten.
  - DE: Insgesamt 29 Kreise in Deutschland wiesen Inzidenzen über 50 auf, davon 2 über 100.
  - BE: Die Bezirke Neukölln und Mitte hatten Inzidenzen jenseits der 100.
- 12. Oktober (Montag):
  - DE: Es wurden 325.000 Infektionen gemeldet, bei 276.000 Genesenen und damit etwa 50.000 bekannten aktiven Fällen. Die Zahl der Personen auf Intensivstationen hatte sich auf annähernd 600 erhöht. Über 300 davon mussten beatmet werden.
- 13. Oktober (Dienstag):
  - BE: Berlin erreichte nach Bayern als zweites Bundesland die Inzidenz von 500. In der Statistik der Neuinfektionen während der letzten 4 Wochen lag Berlin deutlich an Platz 1. Der von den Landesbehörden gemeldete Wert von über 700 Neuinfektionen ist der höchste Tageswert während der gesamten Pandemie. Allerdings ist dieser auch durch Meldeverzögerungen am Wochenende verursacht. Es wurden derzeit über 50 Personen intensivmedizinisch versorgt – dies entspricht einem Drittel des Wertes während der Hochphase im März.[186]
  - NW: In Nordrhein-Westfalen gab es 80.000 registrierte Infektionen. In der zurückliegenden Woche wurden 7.700 Neuinfektionen gezählt.
  - HE: In einer Flüchtlingsunterkunft in Kassel wurden über 100 Fälle entdeckt. Die Anzahl stieg später auf 112. Kassel wurde damit schlagartig zum Corona-Hotspot.[187]
  - DE: Es gab weitere Corona-Risikogebiete und Überschreitungen des Grenzwertes von 50, darunter in Augsburg, Duisburg und Düsseldorf.[188]
- 14. Oktober (Mittwoch):
  - DE: Das RKI meldete 43 Tote an einem Tag und über 5000 neue Infektionen. Die Zahl der wöchentlichen Neuinfektionen lag mit rund 28.500 um 65 % höher als in der Vorwoche.
- 15. Oktober (Donnerstag):
  - BB: In Brandenburg wurden zweimal in Folge mehr als 100 neue Infektionen gemeldet. Die Zahl der registrierten Infektionen stieg auf über 5.000. Erstmals seit August gab es wieder Tote.
  - DE: Das RKI meldete über 6.600 neue Infektionen. Die deutschlandweite Inzidenz stieg auf fast 35.
  - BY: Bayern meldete über 1.000 Neuinfektionen und überschritt die Marke von 75.000.
  - NW: In Nordrhein-Westfalen wurden über 1.800 neue Fälle erfasst.
  - SN: Sachsen meldete 380 Fälle an einem Tag und überschritt die Marke von 9.000 Infektionsfällen.
- 16. Oktober (Freitag):
  - BE: Berlin erreichte 20.000 Infizierte
  - DE: In der zurückliegenden Woche wurden 145 weitere Tote gemeldet.
- 17. Oktober (Samstag):
  - BW: Es gab erstmals seit April wieder mehr als 1.000 Neuinfektionen.
  - HE: Binnen 11 Tagen stieg die Zahl der Infizierten von 20.000 auf über 25.000. Hessen erreichte eine landesweite Inzidenz von über 50.
  - NI: Auch in Niedersachsen überschritt die Gesamtzahl der erkannten Infektionen die Marke von 25.000, der Anstieg oberhalb von 20.000 um 5.000 verteilte sich hier auf 18 Tage. Die Inzidenz vom 11. bis zum 17. Oktober lag bei 30.
  - NW: Nordrhein-Westfalen erreichte ebenfalls 50 Infektionen je 100.000 Einwohner und Woche.
  - SL: Das Saarland erreichte eine Inzidenz von 60.
  - BY: In Bayern überschritten bereits 5 Städte (u. a. München und Augsburg) und 15 Landkreise die 7-Tage-Inzidenz von 50 Neuinfektionen pro 100.000 Einwohner sowie 8 kreisfreie Städte (u. a. Nürnberg, Regensburg, Ingolstadt, Würzburg und Erlangen) und 14 Landkreise die 7-Tage-Inzidenz von 35 Neuinfektionen pro 100.000 Einwohner.[189][190]
- 18. Oktober (Sonntag):
  - BE: Berlin hatte mit über 83 die höchste Inzidenz in DE.
  - HH: Das RKI meldete für Sa und So insgesamt 293 Neuinfektionen und einen Inzidenzwert von 38,7. Hamburg selbst meldete bei 162 Neuinfektionen einen Inzidenzwert von 49,8.[191]
- 19. Oktober (Montag):
  - BE: Berlin hatte mit nunmehr 88 die höchste Inzidenz aller Länder in Deutschland.
  - NW: In Nordrhein-Westfalen wurden 90.000 Infektionen gezählt.
  - BW: In Baden-Württemberg wurden 60.000 Infektionen gezählt.
  - SN: In Sachsen wurden 10.000 Infektionen erreicht.
  - DE: In der zurückliegenden Woche wurden über 40.000 Neuinfektionen erfasst. Seit über einer Woche steigen die Neuinfektionszahlen wöchentlich um 65 % bis 68 % an.
- 20. Oktober (Dienstag):
  - BY: In Bayern wurde die Zahl von 80.000 gemeldeten Infektionen überschritten.
  - HH: Hamburg erreichte 10.000 Infektionen.
  - DE: Erstmals seit April wurden in der vergangenen Woche mehr als 200 Tote gemeldet.
  - SH: In einem Pflegeheim in Lübeck wurden 10 Personen positiv auf Corona getestet, von denen eine starb.
- 21. Oktober (Mittwoch):
  - DE: Die Zahl der wöchentlichen Neuinfektionen lag mit rund 46.000 um 65 % höher, als in der Vorwoche (28.500).
- 22. Oktober (Donnerstag):
  - DE: Es gab erstmal mehr als 10.000 gemeldete Infektionen an einem Tag. Die Zahl der Infektionen pro Woche stieg auf über 50.000. Dies war mehr als in den 3 Monaten Mai bis Juli zusammen. Es gab erstmals seit April wieder mehr als 1.000 COVID-19-Patienten in den Intensivstationen.
  - BE: Die Inzidenz (7-Tage pro 100.000 Einwohner) stieg über 100. Berlin wies die höchste Gesamtzahl an Infizierten pro 100.000 Einwohner auf (seit Pandemiebeginn kumulierte Inzidenz) und löst damit Bayern ab.
  - HE: Hessen meldete erstmals über 1.000 Neuinfektionen.
  - BY: Bayern meldete 2.000 Neuinfektionen.
- 23. Oktober (Freitag):
  - DE: Es gab 400.000 bekannte Infektionen. In der zurückliegenden Woche wurden über 55.000 neue Infektionen und 220 weitere Tote gemeldet, wobei noch Daten einiger Ämter fehlten, da das RKI einen zeitweiligen Serverausfall meldete.
  - NW: Das RKI meldete für Nordrhein-Westfalen 100.000 bestätigte SARS-CoV-2-Infektionen.
  - BB: Brandenburg meldete 6.000 Infektionen.
  - RP: Rheinland-Pfalz meldete 15.000 Infektionen.
- 24. Oktober (Samstag):
  - DE: Es wurden 10.000 Tote für Deutschland gemeldet.
  - NW: Es wurden 2.000 Tote in Nordrhein-Westfalen gemeldet.
  - HE: Es wurden 30.000 Infektionen gezählt. Nur noch 5 Kreise lagen nicht auf der höchsten Corona-Warnstufe.
  - SL: Das Saarland erreichte 5.000 Infektionen.
  - BE: Berlin meldete 25.000 Infektionen.
  - BY: In Bayern überschritten 23 kreisfreie Städte und 65 Landkreise die 7-Tage-Inzidenz von 35 Neuinfektionen pro 100.000 Einwohner, davon 18 kreisfreie Städte und 49 Landkreise die 7-Tage-Inzidenz von 50 Neuinfektionen pro 100.000 Einwohner und wiederum davon 6 kreisfreie Städte und 10 Landkreise die 7-Tage-Inzidenz von 100 Neuinfektionen pro 100.000 Einwohner. Bundesweit weiterhin an der Spitze liegt der Landkreis Berchtesgadener Land mit einem Wert von über 256.[192][193]
- 26. Oktober (Montag):
  - BY: Bayern erreichte 90.000 Infektionen.
  - NI: Niedersachsen erreichte 30.000 Infektionen.
- 27. Oktober (Dienstag):
  - NW: Nordrhein-Westfalen erreichte mit fast 117 die dritthöchste Inzidenz in Deutschland. Als größtes Bundesland mit 22 % der Einwohner steuerte es fast 33 % aller täglichen Infektionen bei.
  - BW: Es wurden 70.000 Infektionen erreicht.
  - In fünf Bundesländern (BY, NI, NW, SN, HE) gab es Stand 0 Uhr 15 Hotspots mit Inzidenzen über 200:[194] Berchtesgadener Land (BY) 292, Cloppenburg (NI) 282, Herne (NW) 260, Rottal-Inn (BY) 238, Solingen (NW) 235, Erzgebirgskreis (SN) 233, Marburg-Biedenkopf (HE) 223, Delmenhorst (NI) 223, Vechta (NI) 222, Augsburg-Stadt (BY) 220, Frankfurt (HE) 208, Offenbach-Stadt (HE) 208, Aachen (NW) 208, Düren (NW) 207, Weiden i. d. OPf. (BY) 207. Innerhalb Berlins lag der Bezirk Neukölln über 200.
  - Sieht man von den genannten Hotspots und den Stadtstaaten ab, waren der Norden und der Osten Deutschlands deutlich geringer befallen als der Rest des Landes.
  - Als höchste Inzidenz innerhalb ihres Bundeslandes (jeweils in Klammern mit Gesamtinzidenz[195]) wiesen die Land- und Stadtkreise Berchtesgaden (BY; 105) 292, Cloppenburg (NI; 62) 282, Herne (NW; 122) 260, Erzgebirgskreis (SN; 68) 233, Marburg-Biedenkopf (HE; 129) 223, Birkenfeld (RP; 80) 192, St. Wendel (SL; 97) 169, Esslingen (BW; 91) 163, Bremen Stadt (HB; 143) 160, Berlin (BE; 146) 146, Hamburg (HH; 106) 106, Schmalkalden-Meiningen (TH; 50) 104, Magdeburg (ST; 40) 89, Cottbus (BB; 40) 85, Stormarn (SH; 42) 65 und Landkreis Rostock (MV; 31) 46 auf.[194]
- 28. Oktober (Mittwoch):
  - DE: Erstmals in der gesamten Pandemie wurden an einem Tag über 7.000 Neuinfektionen mehr als am gleichen Tag der Vorwoche gezählt. Insgesamt gab es fast 15.000 Meldungen. 6 Länder meldeten mehr als 1.000 Neuinfektionen und es wurden 84 Tote gezählt. Die Zahl der wöchentlichen Neuinfektionen lag mit rund 83.000 um 80 % höher, als in der Vorwoche (46.000).
  - HB: Bremen hatte mit über 140 die höchste Inzidenz in Deutschland.
- 29. Oktober (Donnerstag):
  - BW: In Baden-Württemberg gab es 2.000 Tote.
- 30. Oktober (Freitag):
  - DE: Es wurden 500.000 Infektionen erreicht. In der zurückliegenden Woche wurden 395 neue Tote gezählt. Die Inzidenz lag über 100.
  - BY: Bayern überschritt die Marke von 100.000 Infektionen.
  - HB: Bremen hatte eine Inzidenz von über 160.
  - SN: Mit 15 Toten meldete Sachsen den zweithöchsten Tageswert alles Länder.
- 31. Oktober (Samstag):
  - DE: Erstmals gab es binnen einer Woche über 100.000 bekannte Neuinfektionen.
  - BW: In Baden-Württemberg gab es 80.000 Infektionen.
  - HE: Hessen erreichte 40.000 Infektionen.
  - Inzwischen gab es (0 Uhr) 26 Hotspots aus 8 Bundesländern mit Inzidenzen von über 200:[194] Cloppenburg (NI) 288, Berchtesgadener Land (BY) 285, Vechta (NI) 270, Offenbach-Stadt (HE) 270, Erzgebirgskreis (SN) 267, Marburg-Biedenkopf (HE) 265, Rottal-Inn (BY) 264, Augsburg (BY) 262, Rosenheim-Stadt (BY) 259, Schweinfurt-Stadt (BY) 244, Bautzen (SN) 241, Remscheid (NW) 239, Aachen (NW) 236, Duisburg (NW) 232, Herne (NW) 230, Frankfurt (HE) 229, Köln (NW) 228, Solingen (NW) 227, Gelsenkirchen (NW) 223, Birkenfeld (RP) 221, Heilbronn (BW) 216, St. Wendel (SL) 215, Lichtenfels (BY) 208, Offenbach-Land (HE) 207, Rosenheim-Land (BY) 206 und Krefeld (NW) 205.
  - Als landesweite Höchstwerte wiesen darüber hinaus die Stadt- und Landkreise Bremen Stadt (HB) 193, Berlin (BE) 177, Elbe-Elster (BB) 149, Weimar (TH) 140, Hamburg (HH) 131, Magdeburg (ST) 129, Nordfriesland (SH) 82 und Vorpommern-Greifswald (MV) 70 auf.[194]
  - Die höchsten landesweiten Inzidenzen lagen in Bremen und Berlin (beide über 170) vor, gefolgt von den Flächenländern Nordrhein-Westfalen und Hessen (je knapp 150). Auch das Saarland, Hamburg, Bayern und Baden-Württemberg lagen über 100, Rheinland-Pfalz und Sachsen nur knapp darunter. Mecklenburg-Vorpommern (44) lag als einziges Bundesland unter dem Wert 50.

Im gesamten Monat Oktober wurden in Deutschland fast 230.000 neue Infektionen und über 960 weitere Tote erfasst, also etwa das 5-fache des Vormonats. Fast 2.000 Personen befanden sich aktuell in intensivmedizinischer Behandlung. Über 1000 davon mussten beatmet werden. Das Land Berlin löste Bayern als Bundesland mit der höchsten kumulierten Inzidenz ab (Fälle pro 100.000 Einwohner seit Beginn der Pandemie).

### November 2020
- 1. November (Sonntag):
  - NW: Nordrhein-Westfalen korrigierte eine zu hohe Zahl an täglichen Toten vom Vortag, sodass sich die Zahl um 10 Personen verringerte. Neu zu den Hotspots hinzugekommen waren Bottrop (217 am 2.11.), Düsseldorf (211 am 2.11.), Mülheim (210), Hagen (218 am 2.11.) und Herford (219), jeweils zu 0 Uhr während die Inzidenz in Krefeld unter 200 gesunken war; die höchste landkreisweite Inzidenz lag in Duisburg (251 um 20 Uhr) vor.[194]
  - HE: Inzwischen lag auch Wiesbaden (216 um 14 Uhr) oberhalb einer Inzidenz von 200.[194]
  - BW und RP wiesen, nachdem die Inzidenzen in Heilbronn und Birkenfeld wieder unter 200 gefallen waren, keine landkreisweiten Werte mehr oberhalb dieser Zahl auf.
  - BY: Kulmbach (201), Kaufbeuren (214) sowie Stadt Schweinfurt (212) erreichten Inzidenzen über 200.[196]
  - SN: Görlitz (204) erreichte eine Inzidenz von über 200, die landesweit höchste lag inzwischen in Bautzen (260) vor.[194]
  - HB: Bremen Stadt erreichte eine Inzidenz von 210.[194]
  - DE: Die bundesweite Zahl an Hotspots mit Inzidenzen über 200 stieg auf 35 aus sieben Bundesländern an.
- 2. November (Montag):
  - BY: Alle 96 kreisfreien Städte und Landkreise hatten 7-Tages-Inzidenz-Werte mehr als 50 Fälle, davon 65 mehr als 100 Fälle. 9 überstiegen den Wert von 200.[197]
  - NW: Krefeld (204) lag in der Inzidenz wieder über 200,[194] der Kreis Recklinghausen erreichte 218 (um 18:30 Uhr) mit dem Höchstwert in Herten (293).[198] Den landesweit höchsten Wert verzeichnete Herne mit 297 (am 3.11.).[194]
  - HE: Wiesbaden lag in der Inzidenz wieder unter 200, jedoch überstieg Gießen (223) diesen Wert.[194]
  - SL: Nachdem die Inzidenz in St. Wendel unter 200 gesunken war, überstieg kein Landkreis mehr diesen Wert. Allerdings lagen alle Landkreise über 148.[194]
  - DE: Die bundesweite Zahl an Hotspots mit Inzidenzen über 200 blieb bei 35, inzwischen aus nur noch sechs Bundesländern. Nach Bremen (über 200) lagen die höchsten Inzidenzen wieder in Saarland, Nordrhein-Westfalen, Hessen und Berlin vor (je um 160), nur Mecklenburg-Vorpommern hatte einen Wert unter 50.
- 3. November (Dienstag):
  - BY: Mit Augsburg (296.582 Einwohner) überstieg die drittgrößte bayerische Großstadt den 7-Tages-Inzidenzwert von 300.[199]
  - HB: Das Bundesland Bremen erreichte die Inzidenz von 200.
- 4. November (Mittwoch):
  - NI, HH, HB: Die Hotspots im Nordwesten hatten weiter an Inzidenz zugelegt: Cloppenburg 340, Vechta 281, Bremen 243 und Delmenhorst 223. Neben den dort jeweils angrenzenden Kreisen war Salzgitter (177) ein inselartiger Hotspot im Osten. Hamburg lag mit 140 deutlich darunter, aber ebenfalls deutlich über den Werten des Umlands.[194]
  - NW: Absoluter Hotspot war das Gebiet um Herne (293) und Gelsenkirchen (270), das auch die unmittelbar benachbarten Städte Herten (304; 5.11.) und Gladbeck (266; 5.11.) im Kreis Recklinghausen umfasste. Über einer Inzidenz von 200 lagen überdies Remscheid (250), Duisburg (249), Hagen (242), Mülheim (228), Solingen (227), Herford (223), Krefeld (220), Aachen (215), Düsseldorf (215), Köln (214), Recklinghausen (214), Unna (212), Bottrop (210) und Mettmann (204); die nicht genannten Ruhrgebietsstädte lagen nur knapp unter dieser Schwelle. Unter 100 blieben nur Soest (76), Siegen-Wittgenstein (98) und Coesfeld (100).[194]
  - HE: Hotspots waren weiterhin Offenbach-Stadt (265), Frankfurt (246), Gießen (228), Marburg (220), Offenbach-Land (220), Groß-Gerau (214) und Wiesbaden (209). Nordhessen war nach wie vor deutlich weniger betroffen (Inzidenzen zwischen 80 und 119), hatte aber den inselartigen Hotspot Kassel-Stadt (163); die geringste Inzidenz lag im ostmittelhessischen Vogelsbergkreis mit 70 vor.[194]
  - RP: Diverse Landkreise lagen unter einer Inzidenz von 100, angeführt von Zweibrücken (58) im Süden und Vulkaneifel (69) im Norden; die höchsten Inzidenzen lagen in Germersheim (194) und Kaiserslautern (186) vor. Inzidenzen über 150 überdies in der Nähe zum Saarland (Kusel 170, Trier-Saarburg 155) und in den Großstädten Mainz (170), Kaiserslautern (169) und Ludwigshafen (161).[194]
  - SL: Die Inzidenzen lagen vergleichsweise gleichmäßig auf hohem Niveau zwischen 130 (Saarpfalz-Kreis) und 216 (Merzig-Wadern), wobei der letztgenannte der einzige Kreis mit einer Inzidenz über 200 war.[194]
  - BW: Inzwischen lagen mit Böblingen (218), Ludwigswburg (209) und Stadt Heilbronn (204) drei Hotspots über einer Inzidenz von 200, während viele ländliche Kreise noch unter 100 lagen (Main-Tauber im Norden 60, Sigmaringen im Süden 70).[194]
  - BY: Die höchsten Inzidenzen lagen, inklusive des auch darin inselartig hervorstechenden bundesweiten Super-Hotspots, weiterhin an und südlich der Donau vor: Augsburg-Stadt 340, Rottal-Inn 278, Rosenheim-Land 220, Lindau 212, Donau-Ries 209, Rosenheim-Stadt 212 Kaufbeuren 200. Im fränkischen Norden erreichte nur Schweinfurt-Stadt (213) noch so hohe Inzidenzen. In Unterfranken (z. B. Bad Kissingen: 60), Oberfranken (Wunsiedel: 70) und der Oberpfalz (Amberg-Sulzbach: 60, Amberg: 64) gab es auch auffällig gering befallene Regionen. Inselartig gering befallen im Südwesten des Bundeslandes war die Stadt Kempten (80).[200]
  - SN: Sachsen erreichte 20.000 Infektionen.[201] Inzwischen war praktisch das ganze Bundesland deutlich befallen mit Ausnahme von Leipzig (53). Absolute Hotspots waren Bautzen (317), Görlitz (275) und der Erzgebirgskreis (237). Bemerkenswerterweise gab indes das RKI-Dashboard für den Kreis Görlitz noch am 5. November eine Inzidenz von nur 14,2 (!) an, obwohl der Wert dort bereits am 31. Oktober bei 151 gelegen hatte.[194]
  - BB und BE: Brandenburg war insgesamt eher unterdurchschnittlich befallen, wovon allerdings die an Sachsen grenzenden Kreise Elbe-Elster (163) und Spree-Neiße (135) um die Stadt Cottbus (160) Ausnahmen bildeten. Berlin lag bereits mit einer Inzidenz von 185 deutlich über dem Umland, das in Potsdam den maximalen Wert von 113 erreichte; Brandenburg an der Havel (40) verzeichnete als einziger (Stadt-)Kreis eine Inzidenz unter 50.
  - TH: Die Landkreise Thüringens waren eher gering (Inzidenz unter 100) bis sehr gering (Eisenach: 19) befallen, wobei der Kreis Hildburghausen (151) und die Stadt Weimar (149) zwei Ausnahmen bildeten.[194]
  - ST, SH und MV: In Sachsen-Anhalt überschritten die kumulierten Infektionszahlen 5.500, in Schleswig-Holstein 8.800 und in Mecklenburg-Vorpommern 3.000.[201] Auch in diesen Bundesländern, blieb die 7-Tage in allen Kreisen unter 100. Die je landesweit höchsten Inzidenzen lagen in Magdeburg (ST; 86), Vorpommern-Rügen (MV; 85) und Nordfriesland (SH; 89) vor, die geringsten in Dessau-Roßlau (ST: 20), Rostock-Stadt (MV; 24) sowie Steinburg und Plöb (beide SH; 19).[194]
  - DE: Insgesamt 46 Stadt- und Landkreise wiesen um 0 Uhr eine Inzidenz von über 200 auf, davon allein 16 in Nordrhein-Westfalen, 12 in Bayern und 7 in Hessen.
- 5. November (Donnerstag):
  - DE: Es gab annähernd 20.000 neu gemeldete Infektionen an einem Tag.
- 6. November (Freitag):
  - NI, HB, HH: Während Delmenhorst (175) bereits am Vortag unter die 200 gesunken war, hatte Cloppenburg (346) nach dem Höchststand von 365 am Vortag weiterhin eine sehr hohe Inzidenz; auch Vechta (297), Bremen Stadt (255) und Hamburg (158) waren leicht angestiegen. Minden-Lübbecke (219) hatte bereits am Vortag die 200 überstiegen.[194]
  - NW: Die Stadt Dortmund (nunmehr 219) hatte bereits am Vortag die 200 überstiegen; den nach Gelsenkirchen (280) inzwischen zweithöchsten Wert erreichte Bottrop (264).[194]
  - HE: Den landesweiten Höchstwert erreichte Gießen (284) vor Frankfurt (272).[194]
  - RP: Mainz (243) und Kaiserslautern-Land (210) hatten bereits am Vortag die 200 überstiegen (KL da sogar 220), Kusel (234) kam aktuell hinzu.[194]
  - BW: Den landesweit höchsten Wert erreichte Pforzheim (250), das schon am Vortag die 200 überstiegen hatte.[194]
  - BY: In der Nähe zu Augsburg (mit 380 weiterhin steigend) waren diverse Landkreise auf eine Inzidenz von über 200 gestiegen: Günzburg (215), Aichach-Friedberg (218), Dachau (210) und Erding (213). Die Werte für Rosenheim (Stadt: 282, Land: 267) waren deutlich angestiegen, ebenso wie der östliche Nachbarkreis Traunstein (236), während das Berchtesgadener Land auf 211 gefallen war.[202]
  - SN: Extrem hohe Werte für Erzgebirgskreis (350), Görlitz (336) und Bautzen (335).[194]
  - TH: Deutliche Anstiege in Hildburghausen (177) und vor allem Eichsfeld (140).[194]
  - ST: Jerichower Land (109) und Burgenlandkreis (102) erreichten Inzidenzen über 100.[194]
  - DE: In der zurückliegenden Woche wurden fast 120.000 neue Infektionen und 750 weitere Tote gezählt. Die Inzidenz lag bei über 128.
- 7. November (Samstag):
  - BY: Die niedrigste 7-Tages-Inzidenz wies Bad Kissingen (65), die höchste die Stadt Augsburg (303) auf. Die niedrigste Fallzahl je 100.000 Einwohner verzeichnete der Landkreis Main-Spessart (411), die höchste der Landkreis Tirschenreuth (2085). Bayern verzeichnete mit 4143 gemeldeten Neuinfektionen den höchsten Tageswert.[203]
  - HE: Es gab 50.000 bekannte Infektionen und über 2.000 neu erfasste an einem Tag.
- 8. November (Sonntag):
  - DE: Die Zahl der Intensivpatienten in Deutschland übertraf mit fast 3.000 Personen den Höchstwert der ersten Welle.
  - SN: Sachsen erreichte 25.000 Infektionen.
- 9. November (Montag):
  - DE: Der Anstieg der Zahl der Intensivpatienten hatte sich von 66 % Zunahme je Woche auf 33 % halbiert.
  - MV: Mecklenburg-Vorpommern erreichte als letztes Bundesland den Grenzwert von 50 Infektionen je 100.00 Einwohner.
  - HB: Die Inzidenz in Bremen liegt immer noch über 200.
  - BB: Brandenburg erreichte 10.000 Infektionen.
  - SH: Schleswig-Holstein erreichte 10.000 Infektionen.
  - BW: Baden-Württemberg erreichte 100.000 Infektionen.
  - BY: Bayern überschritt bei der Fallzahl pro 100.000 Einwohner die 1000er-Marke.[204]
- 10. November (Dienstag)
  - BY: Weiterhin hatten alle 96 kreisfreien Städte und Landkreise in Bayern 7-Tages-Inzidenz-Werte mit mehr als 50 Fällen, davon 98 mehr als 100 Fälle. Zusätzlich überstiegen 15 den Wert von 200 und außerdem 3 den Wert von 300 (Landkreise Rosenheim und Traunstein sowie die Stadt Augsburg).[205]
  - NW: Nordrhein-Westfalen erreichte 175.000 Infektionen.
  - BE: Berlin erreichte 40.000 Infektionen.
  - DE: Erstmals seit Ende September gab es keine Zunahme der Inzidenz mehr. Sie stagnierte bei 139 und lag auch an den Folgetagen auf ähnlichem Niveau.
- 11. November (Mittwoch):
  - BY: Es gab 3.000 Tote.
- 12. November (Donnerstag):
  - SN: In Sachsen gab es 30.000 Infektionen.
  - NI: In Niedersachsen gab es 50.000 Infektionen.
- 13. November (Freitag):
  - DE: In Deutschland gab es 750.000 bekannte Infektionen. In der zurückliegenden Woche wurden 132.000 neue Infektionen und über 1.100 weitere Tote gezählt. Die Inzidenz lag bei über 140. Es gab 3.300 Intensivpatienten.
  - HE: In Hessen gab es über 60.000 Infektionen.
  - RP: In Rheinland-Pfalz gab es über 30.000 Infektionen.
  - TH: In Thüringen gab es 10.000 Infektionen.
- 14. November (Samstag):
  - BY: Die Anzahl der Infizierten überstieg in Bayern 150.000.
- 15. November (Sonntag):
  - NW: In Nordrhein-Westfalen gab es 200.000 Infektionen.
  - SL: Im Saarland gab es 10.000 Infektionen.
  - ST: In Sachsen-Anhalt gab es 8.000 Infektionen.
  - DE: Es gab über 500.000 geschätzte Genesene. Dies entspricht 0,6 % der Bevölkerung in Deutschland. Die höchsten Inzidenzen gab es in Berlin (260), Bayern (180) und Hessen (170).
- 20. November (Freitag):
  - BY: Bayern wies mit 4.881 für sein Land die höchste Zahl an neuen Infektionen aus.
  - DE: Auch Deutschland insgesamt hatte mit 23.648 neu bekannt gewordenen Infizierten den bisher höchsten Tageswert zu vermelden. Insgesamt gab es fast 880.000 bekannte Infektionen. In der zurückliegenden Woche wurden etwa 128.500 neue Infektionen und 1.430 weitere Tote gezählt. Die Inzidenz lag immer noch bei rund 140. Es gab 3.600 Intensivpatienten.
- 21. November (Samstag):
  - BY: In Bayern gab es über 175.000 nachgewiesene Infektionen.
  - BB: Brandenburg erreichte 15.000 Infektionen.
  - MV: Mecklenburg-Vorpommern erreichte 5.000 Infektionen.
  - NI: Niedersachsen gab es 60.000 Infektionen.
  - NW: In Nordrhein-Westfalen gab es über 225.000 Infektionen.
  - DE: Deutschlandweit gab es 900.000 Infektionen. Das RKI meldete gleichzeitig 600.000 Genesene.
- 26. November (Donnerstag):
  - DE: Es gab über 15.000 Tote. Derzeit sterben durchschnittlich 280 Personen am Tag.
- 27. November (Freitag):
  - DE: In Deutschland gab es über 1 Mio. bekannte Infektionen. In der zurückliegenden Woche wurden knapp 127.000 neue Infektionen und 1.950 weitere Tote gezählt. Die Inzidenz lag bei noch 136. Es gab fast 3.900 Intensivpatienten.
  - NW: In Nordrhein-Westfalen gab es über 250.000 Infektionen.
- 28. November (Samstag):
  - BY: In Bayern gab es über 200.000 nachgewiesene Infektionen.
  - SN: In Sachsen gab es über 50.000 Infektionen. Die Inzidenz lag bei 225 und war die Höchste aller Länder.
- 29. November (Sonntag):
  - NI: Niedersachsen erreichte 70.000 Infektionen.

Im Monat November wurden in Deutschland über 530.000 neue Infektionen und rund 6.150 neue Tote erfasst. Etwa 2,5 % der bekannten Infizierten verstarben. Zuletzt waren fast 4.000 Personen aktuell in intensivmedizinischer Behandlung, mehr als 2.300 davon mussten invasiv beatmet werden. Ende November gab es die höchste Inzidenz mit 257 in Sachsen, die zweithöchste mit 180 in Brandenburg, die dritthöchste mit 171 in Bayern. Die geringsten Inzidenzen gab es in Schleswig-Holstein (45) und Mecklenburg-Vorpommern (47).

### Dezember 2020
- 1. Dezember (Dienstag):
  - BW: In Baden-Württemberg waren 150.000 Infektionen registriert.
  - HB: In Bremen waren 10.000 Infektionen bekannt.
- 2. Dezember (Mittwoch):
  - BY: Bayern meldete mit 108 Todesfällen die landesweite Höchstzahl seit Beginn der Pandemie.
  - DE: Mit 487 Todesfällen an einem Tag wurde auch deutschlandweit ein Höchstwert erreicht.
- 3. Dezember (Donnerstag):
  - BB: In Brandenburg gab es 20.000 Infektionen.
  - HE: In Hessen wurden 90.000 Infektionen erreicht.
  - SN: In Sachsen gab es 2.000 Infektionen an einem Tag. Es wurde die Marke von 60.000 Infektionen und 1.000 Toten erreicht.
- 4. Dezember (Freitag):
  - DE: In Deutschland gab es über 1,1 Mio. bekannte Infektionen. In der zurückliegenden Woche wurden knapp 120.000 neue Infektionen und rund 2.450 weitere Tote gezählt. Die Inzidenz lag immer noch bei noch 136. Es gab 4.000 Intensivpatienten.
  - SH: In Schleswig-Holstein gab es 15.000 Infektionen.
- 5. Dezember (Samstag):
  - BY: In Bayern wurden gesamt mehr als 225.000 Infektionsfälle verzeichnet.
  - TH: Thüringen hatte über 20.000 Infektionen und die dritthöchste Inzidenz aller Länder.
- 6. Dezember (Sonntag):
  - SN: Sachsen überschritt die Marke von 300 Infektionen in 7 Tagen je 100.000 Einwohner.
- 7. Dezember (Montag):
  - MV: Mecklenburg-Vorpommern erreichte erstmals die Inzidenz von 50.
  - SN: Sachsen erreichte 70.000 Infektionen bei einer Inzidenz von 320.
- 8. Dezember (Dienstag):
  - ST: Sachsen-Anhalt überschritt die Marke von 15.000 Infektionen.
- 9. Dezember (Mittwoch):
  - DE: Mit 590 an einem Tag bundesweit Verstorbenen vermeldete das RKI einen neuen Höchstwert. Es gab über 1,2 Mio. bekannte Infektionen.
  - BY: Bayern erreichte mit 5.355 Neuinfektionen einen täglichen neuen Höchstwert.
- 10. Dezember (Donnerstag):
  - HE: Hessen erreichte 100.000 Infektionen.
  - NI: Niedersachsen überschritt 80.000 Infektionen.
  - SN: Sachsen überschritt die Marke von 75.000 Infektionen und wies mit immer noch über 300 die mit Abstand höchste Inzidenz in ganz DE auf.
  - TH: Thüringen liegt mit einer Inzidenz von 192 an Platz 2 aller Länder.
  - DE: Es gab insgesamt 20.000 Tote COVID-19-positiv-Getestete in Deutschland.
- 11. Dezember (Freitag):
  - DE: An diesem Tag wurden annähernd 30.000 neue Coronafälle gemeldet. In Deutschland gab es insgesamt über 1,27 Mio. bekannte Infektionen. In der zurückliegenden Woche wurden knapp 130.000 neue Infektionen und 2.935 weitere Tote gezählt. Die Inzidenz stieg wieder auf über 156 an. Es gab 4.450 Intensivpatienten.
  - NW: Nordrhein-Westfalen wies über 300.000 Infektionen aus.
  - SL: Das Saarland meldete 15.000 Infektionen.
- 12. Dezember (Samstag):
  - BY: In Bayern überstieg die Gesamtanzahl der Infizierten 250.000 Personen.
  - SN: Sachsen überschritt die Marke von 80.000 Infektionen. Mit einer Inzidenz von über 340 liegt es weiter an erster Stelle.
- 13. Dezember (Sonntag):
  - BY: Die 7-Tagesinzidenz je 100.000 Einwohner überschritt in Bayern die Marke 200.
  - MV: Mecklenburg-Vorpommern erreichte 8.000 Infektionen.
  - TH: Thüringen erreichte 25.000 Infektionen.
- 16. Dezember (Mittwoch):
  - BY: Bayern meldete mit 227 Todesfällen an einem Tag einen neuen Höchstwert. Die Anzahl der Todesfälle überstieg nun 5.000.
  - DE: Deutschlandweit wurden über 950 Tote gemeldet. Der hohe Wert ist unter anderem auf einen Meldeverzug aus Bayern und vor allem Sachsen zurückzuführen, das am Vortag gar keine Toten meldete.
  - SN: Sachsen meldete eine Inzidenz von über 400 und über 1.800 Tote.
- 17. Dezember (Donnerstag):
  - ST: Sachsen-Anhalt überschritt die Marke von 20.000 Infektionen.
  - HH: Hamburg meldete 30.000 Infektionen seit Pandemiebeginn.
  - TH: Thüringen meldete eine Inzidenz von fast 275.
  - BE: Berlin meldete als einziges Land eine leicht rückläufige Inzidenz – dies aber bereits den dritten Tag.
- 18. Dezember (Freitag):
  - DE: An diesem Tag wurden über 33.000 weitere Coronafälle gemeldet. In Deutschland gab es insgesamt über 1,43 Mio. bekannte Infektionen. In der zurückliegenden Woche wurden knapp 169.000 neue Infektionen und über 3.900 weitere Tote gezählt. Die 7-Tage-Inzidenz je 100.000 Einwohner stieg auf über 185 an. Es gab fast 4.900 Intensivpatienten.
  - BW: In Baden-Württemberg gab es insgesamt 200.000 Infektionen.
  - BB: In Brandenburg gab es insgesamt 30.000 Infektionen.
  - NI: In Niedersachsen gab es insgesamt 90.000 Infektionen.
  - RP: In Rheinland-Pfalz gab es insgesamt 60.000 Infektionen.
  - TH: In Thüringen gab es insgesamt 30.000 Infektionen.
- 19. Dezember (Samstag):
  - DE: Es gab insgesamt 25.000 registrierte Tote durch COVID-19.
- 20. Dezember (Sonntag):
  - DE: Es gab über 5000 Intensivpatienten mit einer COVID-Erkrankung in deutschen Kliniken. Von diesen mussten über 2600 beatmet werden.
  - HE: Hessen überschritt die Marke von 120.000 erfassten Infektionen.
- 21. Dezember (Montag):
  - NW: Nordrhein-Westfalen wies insgesamt über 350.000 Infektionen auf.
  - DE: In Deutschland insgesamt gab es bisher über 1,5 Mio. registrierte Infektionen. Legt man die von Wissenschaftlern vermutete Sterbewahrscheinlichkeit von unter 1 % zugrunde, lässt dies bei derzeit annähernd 27.000 Toten auf bis zu 3 Mio. Infektionen schließen.
- 23. Dezember (Mittwoch):
  - HE: In Hessen gab es 125.000 Infektionen.
- 24. Dezember (Donnerstag):
  - BY: In Bayern gab es insgesamt mehr als 300.000 bestätigte Infektionen und über 6.000 an oder mit COVID-19-Verstorbene.
  - BE: In Berlin gab es 90.000 Infektionen.
  - SN: Sachsen meldete 2.500 Tote. 2.000 davon kamen allein in den vergangenen 5 Wochen hinzu.
- 25. Dezember (Freitag):
  - DE: In Deutschland gab es insgesamt über 1,6 Mio. bekannte Infektionen. In der zurückliegenden Woche wurden wieder über 160.000 neue Infektionen und über 4.200 weitere Tote erfasst. Die 7-Tage-Inzidenz je 100.000 Einwohner stieg auf fast 190 an. Es gab über 5.300 Intensivpatienten.
  - NI: In Niedersachsen gab es 100.000 registrierte Infektionen.
- 26. Dezember (Samstag):
  - SN: In Sachsen stieg die Zahl der Infektionen auf über 120.000. Noch immer lag die Inzidenz über 400.
  - NW: In Nordrhein-Westfalen wurden 375.000 Infektionen erreicht.
- 28. Dezember (Montag):
  - DE: Es gab insgesamt 30.000 Tote.
  - NW: In Nordrhein-Westfalen gab es insgesamt 6.000 Tote.
- 29. Dezember (Dienstag):
  - RP: In Rheinland-Pfalz gab es 70.000 bekannte Infektionen.
- 30. Dezember (Mittwoch):
  - SN: In Sachsen gab es 3.000 Tote.
  - TH: In Thüringen gab es 40.000 Infektionen.
- 31. Dezember (Donnerstag):
  - BY: In Bayern wurden 325.000 Infektionen erreicht.
  - BB: In Brandenburg wurden 40.000 Infektionen überschritten.

Im Monat Dezember wurden in Deutschland über 675.000 neue Infektionen und fast 17.000 weitere Tote erfasst. Zuletzt waren fast 5.600 Personen in intensivmedizinischer Behandlung, mehr als 3.100 davon mussten invasiv beatmet werden. Es gab 1,35 Mio. Genesene und über 325.000 offene Fälle. Insgesamt 2,4 % der bekannten Infizierten waren verstorben.

### Januar 2021
- 1. Januar (Freitag):
  - ST: In Sachsen-Anhalt gab es 30.000 Infektionen.
  - SL: Im Saarland gab es 20.000 Infektionen.
  - SH: In Schleswig-Holstein gab es 25.000 Infektion.
  - DE: In Deutschland gab es insgesamt fast 1,75 Mio. bekannte Infektionen. In der zurückliegenden Woche wurden nur 130.000 neue Infektionen bekannt und die 7-Tage-Inzidenz fiel auf 140, was vom RKI aber auf das Meldeverhalten an den Feiertagen zurückgeführt wurde. Die Zahl der Intensivpatienten stieg um weitere 5 % an. Es wurden zudem fast 4.450 neue Tote erfasst. Während der ersten Woche der angelaufenen Impfungsaktion wurden gemäß Angaben des RKI in Deutschland bisher 165.000 Personen geimpft.[206]
- 3. Januar (Sonntag);
  - NW: In Nordrhein-Westfalen gab es 400.000 Infektionen.
- 4. Januar (Montag):
  - BB: In Brandenburg gab es 1.000 Tote.
- 5. Januar (Dienstag):
  - SN: In Sachsen gab es über 140.000 bekannte Infektionen.
  - TH: In Thüringen wurden 45.000 Infektionen gezählt.
  - BY: Bayern überschritt die Marke von 7.000 Toten.
  - NW: Auch in Nordrhein-Westfalen gab es über 7.000 Tote.
  - BW: In Baden-Württemberg gab es über 5.000 Tote.
  - HE: In Hessen gab es 3.000 Tote.
  - DE: Die Inzidenzen waren bundesweit bis auf Mecklenburg-Vorpommern alle leicht rückläufig. Die Zahl der Intensivpatienten war in der letzten Woche nahezu konstant.
- 6. Januar (Mittwoch):
  - BE: In Berlin gab es 100.000 Infektionen.
  - RP: In Rheinland-Pfalz wurden 75.000 Infektionen überschritten.
  - DE: In Deutschland gab es insgesamt 1,8 Mio. Infektionen
- 7. Januar (Donnerstag):
  - BW: In Baden-Württemberg gab es 250.000 Infektionen
  - BB: Brandenburg überschritt die Marke von 45.000.
- 8. Januar (Freitag):
  - DE: In der zurückliegenden Woche wurden nur 124.000 neue Infektionen bekannt und die 7-Tage-Inzidenz lag bei 137, was laut RKI jedoch immer noch durch die Feiertage und geringere Meldezahlen bedingt sein könnte. Die Zahl der Intensivpatienten stieg auf das einstweilige Maximum von 5750 Personen und ging dann auf unter 5500 zurück Es wurden 5.170 weitere Tote erfasst. Während der zweiten Woche der Impfungsaktion wurden gemäß Angaben des RKI weitere 312.000 Personen geimpft. Bisher sind insgesamt fast 477.000 Personen einmalig geimpft.
- 9. Januar (Samstag):
  - BY: In Bayern gab es 350.000 bekannte Infektionen.
  - SN: In Sachsen gab es 150.000 Infektionen.
  - TH: In Thüringen wurden 50.000 Infektionen überschritten.
  - DE: Die Marke von 40.000 Toten durch COVID-19 wird erreicht.
- 10. Januar (Sonntag):
  - DE: Es gab insgesamt 1,9 Mio. Infektionen in Deutschland. Erstmals sind hier mehr als 6.000 Tote in einer Woche gemeldet worden.
  - HE: Es gab in Hessen insgesamt 150.000 Infektionen.
  - SN: In Sachsen gab es mehr als 4.000 Tote. Damit war statistisch jede 1000ste Person in Sachsen an binnen eines Jahres an COVID-19 verstorben.
- 11. Januar (Montag):
  - RP: Es gab in Rheinland-Pfalz insgesamt 80.000 Infektionen.
  - BB: Es gab in Brandenburg insgesamt 50.000 Infektionen.
- 12. Januar (Dienstag):
  - BY: In Bayern wurde die Marke von 8.000 Toten überschritten.
  - NW: In Nordrhein-Westfalen wurde ebenfalls zeitgleich der 8.000ste Tote gemeldet.
- 13. Januar (Mittwoch):
  - TH: Thüringen hat mit 324 die höchste Inzidenz aller Länder in Deutschland.
  - MV: In Mecklenburg-Vorpommern gab es 15.000 Infektionen.
- 14. Januar (Donnerstag):
  - SN: In Sachsen überstieg die Zahl der Infektionen die Marke von 160.000.
  - ST: Sachsen-Anhalt gab es 40.000 Infektionen.
  - SN: In Sachsen wurde der 1.000ste Tote gezählt.
  - DE: Mit 6.275 Verstorbenen in der einer Woche wird der höchste Wert der Pandemie erreicht.
- 15. Januar (Freitag):
  - DE: In Deutschland wurden insgesamt über 2 Mio. Infektionen und fast 45.000 Tote gemeldet. Damit waren 2,65 % der bekannten Infizierten verstorben. Während der zurückliegenden Woche wurden 134.000 neue Infektionen bekannt. Die 7-Tage-Inzidenz lag bei 146. Die Zahl der Intensivpatienten ging auf gut 5000 zurück. Es wurden 6.200 weitere Todesfälle im Zusammenhang mit COVID-19 bekannt. Während der 3. Woche der Impfungsaktion wurden weitere 485.000 Personen geimpft. Bisher sind insgesamt etwas über 960.000 Personen einmalig geimpft. In Mecklenburg-Vorpommern waren über 2,2 %, in Baden-Württemberg weniger als 0,9 % geimpft.
  - NI: In Niedersachsen wurde die 125.000-ste Infektion bekannt.
  - SH: In Schleswig-Holstein gab es 30.000 Infektionen.
- 16. Januar (Samstag):
  - RP: In Rheinland-Pfalz gab es 2.000 Tote insgesamt.
- 17. Januar (Sonntag):
  - NW: In Nordrhein-Westfalen gab es 450.000 Infektionen.
  - BY: In Bayern gab es 375.000 Infektionen
  - SN: In Sachsen gab es den 5.000-sten Toten.
- 18. Januar (Montag):
  - BY: Am Klinikum Garmisch-Partenkirchen wurde bei 35 von 73 Erkrankten (24 Klinik-Mitarbeiter, 11 Patienten) eine neue, bisher unbekannte Mutation des COVID-19-Virus nachgewiesen.[207]
  - BW: Baden-Württemberg erreicht 275.000 Infektionen.
- 20. Januar (Dienstag):
  - HB: In Bremen gab es die 15.000ste Infektion.
- 21. Januar (Donnerstag):
  - BB: In Brandenburg gab es 60.000 Infektionen.
- 22. Januar (Freitag):
  - DE: In Deutschland wurden insgesamt über 2,1 Mio. Infektionen und über 50.000 Tote gemeldet. Berücksichtigt man die etwa 325.000 offenen Fälle, waren 2,7 % der bekannten Infizierten verstorben. Während der zurückliegenden Woche wurden 105.000 neue Infektionen bekannt. 96.000 davon wurden der Woche zugeordnet. Die 7-Tage-Inzidenz sank auf 115. Die Zahl der Intensivpatienten ging auf etwa 4.750 zurück. Es wurden 5.650 neue Todesfälle bekannt. Nach fast 4 Wochen der laufenden Impfaktion waren 1,5 Mio. Impfungen durchgeführt. Etwa 1,4 Mio. Personen waren einmal- rund 115.000 Personen bereits 2-fach geimpft.[208]
  - TH: In Thüringen gab es 60.000 Infektionen.
- 26. Januar (Dienstag):
  - SN: In Sachsen gab es 175.000 Infektionen.
  - NI: In Niedersachsen gab es den 3.000sten Toten.
  - NW: In Nordrhein-Westfalen gab es den 10.000sten Toten.
  - DE: Erstmals seit dem 31. Oktober 2020 wurden wieder weniger als 100.000 Neuinfektionen in der Woche bekannt.
- 27. Januar (Mittwoch):
  - NW: In Nordrhein-Westfalen gab es die 475.000ste Infektion.
  - RP: In Rheinland-Pfalz gab es 90.000 Infektionen.
  - HH: In Hamburg wurde der 1.000ste Tote gezählt.
  - TH: In Thüringen wurde der 2.000ste Tote bekannt.
  - DE: Die deutschlandweite Inzidenz lag bei gut 100 und hat sich damit im Vergleich zu den Werten kurz vor Weihnachten etwa halbiert.
- 28. Januar (Donnerstag):
  - BY: In Bayern wurden insgesamt mehr als 10.000 an oder mit COVID-19-Verstorbene gezählt.
  - SL: Im Saarland gab es 25.000 Infektionen.
  - DE: Erstmals seit dem 29. Oktober 2020 sank die Sieben-Tage-Inzidenz in Deutschland mit 98,1 wieder unter Marke von 100.[209]
- 29. Januar (Freitag):
  - DE: In Deutschland wurden insgesamt fast 2,2 Mio. Infektionen und über 55.000 Tote gezählt. In der vergangenen Woche wurden 86.500 neue Infektionen bekannt. Die 7-Tage-Inzidenz sank auf 94. Die höchste Inzidenz aller Länder hatte Thüringen mit 174. Die Zahl der Intensivpatienten ging auf etwa 4.360 zurück. Es wurden in der vergangenen Woche 5.110 neue Todesfälle bekannt. Insgesamt waren etwa 2,0 Mio. Impfungen durchgeführt worden.
- 30. Januar (Samstag):
  - BY: In Bayern wurden insgesamt mehr als 400.000 mit COVID-19 Infizierte gemeldet.
  - DE: Es gab über 2,2 Mio. Infektionen.

Im Januar 2021 wurden in Deutschland etwas weniger als 500.000 neue Infektionen aber fast 24.000 weitere Tote erfasst. Zuletzt starben täglich etwa 725 Personen im 7-Tage-Mittel. Insgesamt gab es über 1,9 Mio. Genesene und fast 300.000 offene Fälle. Von allen bekannten Infizierten, deren Fall einen Ausgang hatte, waren rund 2,9 % gestorben. Zuletzt waren noch über 4.300 Personen in intensivmedizinischer Behandlung, von denen mehr als 2.300 invasiv beatmet wurden. Bisher wurden 2,3 Mio. Impfdosen appliziert. 460.000 Personen (weniger als 0,6 % der Bevölkerung) waren bereits zweimal geimpft.

### Februar 2021
- 2. Februar (Dienstag):
  - MV: In Mecklenburg-Vorpommern gab es insgesamt 20.000 Infektionen.
- 4. Februar (Donnerstag):
  - HE: In Hessen gab es 5.000 Tote.
- 5. Februar (Freitag):
  - HE: In Hessen gab es 175.000 Infektionen.
  - DE: In Deutschland wurde der 60.000ste Tote erfasst. Insgesamt wurden über 2,25 Mio. Infektionen gezählt. In der vergangenen Woche wurden 70.000 neue Infektionen bekannt. Die 7-Tage-Inzidenz sank weiter ab auf 80. Die höchste Inzidenz aller Länder hatte Thüringen mit 146. Die Zahl der Intensivpatienten ging auf etwa 4.070 zurück. Es wurden in der vergangenen Woche 4.845 neue Todesfälle bekannt. Insgesamt waren etwa 3,0 Mio. Impfungen durchgeführt worden. 1 % aller Personen waren bereist 2 Mal geimpft.
- 7. Februar (Sonntag):
  - BW: In Baden-Württemberg gab es über 300.000 Infektionen.
  - NW: Nordrhein-Westfalen erreichte 500.000 Infektionen.
- 11. Februar (Donnerstag):
  - NI: In Niedersachsen überstieg die Zahl der Infektionen 150.000.
- 12. Februar (Freitag):
  - DE: In Deutschland wurden über 2,3 Mio. Infektionen gezählt. In der vergangenen Woche wurden ca. 55.000 neue Infektionen bekannt. Die 7-Tage-Inzidenz sank weiter ab auf 62. Die höchste Inzidenz aller Länder hatte Thüringen mit 106. Die Zahl der Intensivpatienten ging auf etwa gut 3.500 zurück. Es wurden in der vergangenen Woche 3.600 neue Todesfälle bekannt. 1,5 Mio. Personen waren das zweite Mal geimpft. Die geringste Impfquote gab es in Hessen und Baden-Württemberg mit jeweils 1,2 %.
- 13. Februar (Samstag):
  - BY: Mit der Stadt Schweinfurt (7,49) und dem Landkreis Tirschenreuth (351) wies Bayern bundesweit sowohl die niedrigste als auch die höchste 7-Tages-Inzidenz pro 100.000 Einwohner in kreisfreien Städten bzw. Landkreisen aus.[210]
  - TH: Die Inzidenz in Thüringen ist zu diesem Zeitpunkt mit noch 99 die höchste aller Bundesländer nach Saarland (76), Sachsen-Anhalt (75), Brandenburg (73), Sachsen (68), Mecklenburg-Vorpommern (64) und sechs weiteren Ländern (60). Die Inzidenz in Thüringen lag an diesem Tag erstmals seit November 2020 unter 100 und schwankte in der Folge um diesen Wert.
- 14. Februar (Sonntag):
  - DE: Die deutschlandweite Inzidenz unterschritt erstmals seit dem 23. Oktober 2020 wieder die Marke von 60. Baden-Württemberg und Rheinland-Pfalz lagen bereits unter 50.
- 16. Februar (Dienstag):
  - BE: In Berlin erreichte die Zahl der Infektionen die Marke von 125.000.
  - HB: In Bremen gab es 17.000 Infektionen insgesamt.
- 17. Februar (Mittwoch):
  - SH: In Schleswig-Holstein gab es 40.000 Infektionen, darunter eine wachsende Zahl der britischen Mutante.
- 19. Februar (Freitag):
  - DE: In Deutschland waren fast 2,4 Mio. Infektionen bekannt. In der vergangenen Woche kamen ca. 47.000 neue Infektionen hinzu. Die bundesweite Inzidenz lag seit drei Tagen stabil bei 57 Infektionen pro 100.000 Einwohner in sieben Tagen. Die höchste Inzidenz aller Länder hatte Thüringen mit wieder 117. Die Zahl der Intensivpatienten ging auf etwa 3.100 zurück. Es wurden in der vergangenen Woche etwas über 3.000 neue Todesfälle bekannt. 2,0 Mio. Personen waren das zweite Mal geimpft. Die geringste Impfquote gab es in Hessen mit 1,6 %.
- 21. Februar (Sonntag):
  - HH: In Hamburg wurde die 50.000ste Infektion registriert.
  - DE: In Deutschland stieg die Inzidenz trotz fehlender Meldungen aus dem Saarland auf 60 Infektionen pro 100.000 Einwohner in sieben Tagen. Das RKI gab zu den VOCs einen Sonderbericht heraus, nachdem insbesondere eine Variante bereits über 20 % der Neuinfektionen ausmache und sich schnell ausbreite.[211]
- 22. Februar (Montag):
  - DE: Die seit 3 Wochen zurückgehende Zahl der Intensivpatienten in Deutschland stagnierte bei einem Wert leicht oberhalb 3000. In Sachsen und Thüringen stieg die Zahl der Intensivpatienten bereits wieder an.
  - BB: In Brandenburg wurden 75.000 Infektionen erreicht.
  - RP: In Rheinland-Pfalz wurden 100.000 Infektionen überschritten.
- 26. Februar (Freitag):
  - TH: In Thüringen gab es 75.000 Infektionen.
  - DE: In Deutschland kamen in der vergangenen Woche fast 55.000 neue Infektionen hinzu. Die bundesweite Inzidenz stieg auf 63 Infektionen pro 100.000 Einwohner in sieben Tagen. Generell waren alle Inzidenzen wieder signifikant angestiegen. Den höchsten Wert wies Thüringen mit nunmehr 121 auf. Die Zahl der Intensivpatienten ging auf unter 2.900 zurück. Es wurden in der vergangenen Woche etwas über 2.300 neue Todesfälle bekannt. 2,2 Mio. Personen waren das zweite Mal geimpft.
  - TH: In Thüringen gab es 75.000 Infektionen.
- 27. Februar (Samstag);
  - SN: In Sachsen gab es 60.000 Infektionen.
- 28. Februar (Sonntag):
  - DE: Es gab 70.000 bekannte Tote in Deutschland.

Ende Februar gab es in Deutschland 2,44 Mio. bekannte Infektionen. Im Februar wurden 226.000 neue Infektionen und rund 13.000 weitere Tote bekannt. Die noch bis Mitte Februar kontinuierliche fallende Inzidenz stagnierte bei Werten leicht über 60. Das RKI macht dafür u. a. die sich ausbreitenden Virusvariante B.117 verantwortlich, die in der KW8 schon einen Anteil von 45 % an allen Virenvarianten ausmachte. 2,5 % der Bevölkerung waren das 2. Mal geimpft.

### März 2021
- 2. März (Dienstag):
  - BB: In Brandenburg gab es 3.000 Tote.
- 4. März (Dienstag):
  - MV: In Mecklenburg-Vorpommern wurde die 25.000ste Infektion bekannt.
- 5. März (Freitag):
  - DE: In der vergangenen Woche kamen wieder 58.000 weitere Infektionen hinzu. Die bundesweite Inzidenz stieg auf über 65. Die höchste Inzidenz aller Länder hatte Thüringen mit 129. Die Zahl der Intensivpatienten ging jedoch weiter leicht zurück auf unter 2.800. Es wurden in der vergangenen Woche weniger als 2.000 neue Todesfälle bekannt. 2,7 Mio. Personen waren das zweite Mal geimpft. Die geringste Impfquote gab es in Niedersachsen mit 2,3 %.
- 7. März (Sonntag):
  - DE: Es gab insgesamt 2.500.000 bekannte Infektionen in Deutschland.
- 10. März (Mittwoch):
  - TH: In Thüringen wurde der 80.000ste Infizierte registriert. In weniger als 2 Wochen kamen über 5.000 hinzu. Thüringen hatte die doppelte Inzidenz wie der Bund.
- 11. März (Donnerstag):
  - BY: In Bayern waren insgesamt mehr als 450.000 Infektionen bekannt.
  - SN: In Sachsen waren 200.000 Infektionen bekannt.
- 12. März (Freitag):
  - DE: In der vergangenen Woche wurden über 63.000 neue Infektionen bekannt. Die bundesweite Inzidenz stieg auf 72 an. Die höchste Inzidenz wies Thüringen mit 146 auf. Die Zahl der Intensivpatienten stagnierte im Bereich 2.750 Personen. Es wurden rund 1.550 neue Todesfälle bekannt. 3,2 Mio. Personen waren das zweite Mal geimpft. Die geringste Impfquote gab es in Niedersachsen mit 3,0 %.
- 13. März (Samstag):
  - SL: Im Saarland wurden 30.0000 Infektionen erreicht.
- 14. März (Sonntag):
  - NI: In Niedersachsen gab es 75.0000 Infektionen.
- 16. März (Dienstag):
  - DE: Nachdem die Zahl der Intensivpatienten seit Januar stetig gefallen waren, stieg sie im Wochenvergleich erstmals wieder an.
- 19. März (Freitag):
  - DE: In der vergangenen Woche wurden fast 84.000 neue Infektionen bekannt. Die bundesweite Inzidenz stieg auf 96 an. Die höchste Inzidenz wies wieder Thüringen auf mit nun 187. Die Zahl der Intensivpatienten stieg auf über 2.900 Personen. Es wurden rund 1.300 neue Todesfälle bekannt. 3,6 Mio. Personen waren das zweite Mal geimpft.
- 20. März (Samstag):
  - DE: Die Inzidenz für Gesamtdeutschland stieg auf nahezu 100.
- 21. März (Sonntag):
  - DE: Die Inzidenz für Gesamtdeutschland stieg auf über 100. Seit 5 Tagen entwickelt sich die Zahl der Intensivpatienten mit nahezu konstantem Faktor 1,3 gegenüber der Vorwoche und beträgt nun 3050. Erstmals seit Mitte Januar stieg auch die Zahl der täglich registrieren Toten wieder an.
- 25. März (Donnerstag):
  - BW: Baden-Württemberg erreicht 350.000 Infektionen.
  - HB: Die Zahl der Infektionen in Bremen übersteigt 20.000.
- 26. März (Freitag):
  - ST: Sachsen-Anhalt erreicht 70.000 Infektionen.
  - TH: Die Zahl der Infektionen in Thüringen übersteigt 90.000.
  - DE: In der vergangenen Woche wurden über 100.000 weitere Infektionen bekannt. Die bundesweite Inzidenz stieg auf 119 an. Die Zahl der Intensivpatienten stieg auf über 3.300 Personen. Es wurden rund 1.250 neue Todesfälle bekannt. 4,4 Mio. Personen waren das zweite Mal geimpft.
- 28. März (Sonntag):
  - NW: In Nordrhein-Westfalen gab es 600.000 nachgewiesene Infektionen.
- 29. März (Montag):
  - HH: Hamburg erreicht 60.000 Infektionen.
- 31. März (Mittwoch):
  - MV: In Mecklenburg-Vorpommern gab es die 30.000ste Infektion.

Ende März gab es in Deutschland über 2,8 Mio. bekannte Infektionen. Im März wurden 366.000 weitere Infektionen und 6.300 neue Tote bekannt. Die Inzidenz war auf 135 angestiegen. Laut RKI machte die sich ausbreitende Virusvariante B.117 bereits 75 % der Infektionen aus. Die Zahl der Intensivpatienten nahm seit einer Woche weitgehend konstant mit 15 % gegenüber dem Wert der Vorwoche zu und lag bei 3650. Davon mussten über 2000 beatmet werden. Gegenüber der ersten Welle im März 2020 lagen auch zunehmend mehr junge Menschen auf der Intensivstation. Nur 5 % der Bevölkerung waren bereits 2 mal geimpft.

### April 2021
- 1. April (Donnerstag):
  - BY: In Bayern gab es mehr als 500.000 nachgewiesene Infektionen.
  - SH: In Schleswig-Holstein gab es 50.000 Infektionen.
- 2. April (Freitag):
  - DE: In der vergangenen Woche wurden über 120.000 weitere Infektionen bekannt. Die bundesweite Inzidenz stieg auf 134 an. Die höchsten Werte gab es in Thüringen (255) und Sachsen (190). Die Zahl der Intensivpatienten kletterte auf über 3.850 Personen. Es wurden rund 1.150 neue Todesfälle bekannt. 5,2 % der Personen waren das zweite Mal geimpft. Die Impfrate lag bei rund 300.000 Personen täglich.
- 3. April (Sonntag):
  - NI: In Niedersachsen gab es 200.000 Infektionen.
- 4. April (Sonntag):
  - DE: In Deutschland gab es wieder mehr als 4.000 Intensivpatienten. Der Anstieg lag zuletzt bei regelmäßig 16 % je Woche.
  - ST: In Sachsen-Anhalt gab es 75.000 Infektionen.
- 5. April (Montag):
  - BB: In Brandenburg 90.000 Infektionen.
- 6. April (Dienstag):
  - DE: In Deutschland gab es 2,9 Mio. Infektionen.
  - HE: In Hessen wurden 225.000 Infektionen erreicht.
- 8. April (Donnerstag):
  - BE: In Berlin gab es 150.000 Infektionen.
- 9. April (Freitag):
  - DE: In der vergangenen Woche wurden nur etwas über 101.000 weitere Infektionen bekannt. Die bundesweite Inzidenz sank auf 110 an. Das RKI meldete dazu jedoch, dass die Zahlen infolge der Osterfeiertage nicht verlässlich sind. Die Zahl der Intensivpatienten überstieg die Marke von 4.500 Personen. Dies waren 18 % mehr als in der Vorwoche. Es wurden etwa 1.250 neue Todesfälle bekannt. 6 % der Deutschen waren das zweite Mal geimpft. Durch die nach Ostern begonnene Impfkampagne durch die Hausärzte erhielten erstmals an einem Tag mehr als 700.000 Personen an einem Tag eine Impfung.
- 12. April (Montag):
  - DE: In Deutschland gab es über 3,0 Mio. Infektionen.
- 14. April (Mittwoch):
  - RP: In Rheinland-Pfalz gab es über 125.000 Infektionen.
  - ST: Sachsen-Anhalt überschritt die Marke von 80.000 Infektionen.
- 16. April (Freitag):
  - BW: In Baden-Württemberg gab es die 400.000ste nachgewiesene Infektion. Die Inzidenz lag mit 165 im oberen Drittel der Länder.
  - DE: In der vergangenen Woche wurden wieder über 140.000 neue Infektionen bekannt. Die bundesweite Inzidenz stieg auf über 160 an. Außer in Schleswig-Holstein wiesen alle Bundesländer 7-Tages-Inzidenzen von deutlich über 100 auf. Thüringen und Sachsen lagen deutlich über 200. Die Zahl der Intensivpatienten überstieg 4.700 Personen. Dies waren 5 % mehr als in der Vorwoche. Es wurden etwa 1.625 neue Todesfälle bekannt. 6,5 % der Deutschen waren das zweite Mal geimpft.
- 17. April (Samstag):
  - BY: In Bayern gab es mehr als 550.000 nachgewiesene Infektionen.
- 19. April (Montag):
  - DE: In Deutschland gab es insgesamt 80.000 Tote.
- 22. April (Donnerstag):
  - DE: Die Zahl der Intensivpatienten überstieg erneut die Marke von 5.000 Personen.
  - SN: In Sachsen gab es 250.000 Infektionen.
- 23. April (Freitag):
  - DE: In der zurückliegenden Woche wurden mit über 145.000 erneut mehr Infektionen bekannt. Die bundesweite Inzidenz stieg auf fast 165 an. Thüringen und Sachsen lagen immer noch deutlich über 200. Dies waren 7 % mehr als in der Vorwoche. Es wurden etwa 1.530 neue Todesfälle bekannt. 7,0 % der Deutschen waren das zweite Mal geimpft.
  - HE: In Hessen gab es über 250.000 Infektionen.
- 28. April (Donnerstag):
  - DE: Erstmals wurden in Deutschland mehr als 1 Mio. Personen an einem Tag geimpft.
  - HB: In Bremen gab es 25.000 Infektionen.
- 30. April (Freitag):
  - DE: In der letzten Aprilwoche wurden etwa 136.000 weitere Infektionen bekannt. Die bundesweite Inzidenz ging auf unter 155 zurück. Thüringen und Sachsen lagen immer noch über 200. Neben Schleswig-Holstein unterschritt nun auch Hamburg die Inzidenz von 100. Es wurden über 1.650 weitere Todesfälle bekannt. 7,7 % der Deutschen waren das zweite Mal geimpft. Die Zahl der Intensivpatienten blieb etwa auf dem Niveau der Vorwoche.
  - ST: In Sachsen-Anhalt gab es insgesamt 90.000 Infektionen.
  - MV: Mecklenburg-Vorpommern meldete die 40.000ste Infektion.

Ende April gab es in Deutschland über 3,4 Mio. bekannte Infektionen. Es wurden über 570.000 weitere Infektionen und etwa 6.500 neue Tote bekannt. Die Inzidenz war zwischenzeitlich auf über 165 angestiegen – ging aber zuletzt leicht zurück. Laut RKI machte die Virusvariante B.117 über 90 % der Infektionen aus. Die Zahl der Intensivpatienten nahm im April um mehr als 1.000 Personen zu, stagnierte aber in der letzten Woche. Im April wurden etwa so viele Impfdosen verabreicht, wie in den vorherigen drei Monaten zusammen.

### Mai 2021
- 3. Mai (Montag):
  - MV: Mecklenburg-Vorpommern meldete den 1.000sten Todesfall.
  - BW: In Baden-Württemberg gab es die 450.000ste nachgewiesene Infektion.
- 4. Mai (Dienstag):
  - BY: In Bayern wurden 600.000 Infektionen erreicht.
- 7. Mai (Freitag):
  - SH: In Schleswig-Holstein wurden insgesamt 60.000 Infektionen gemeldet.
  - DE: In der ersten Maiwoche wurden rund 110.000 neue Infektionen bekannt. Die bundesweite Inzidenz ging auf unter 126 zurück. Die Inzidenz in Thüringen und Sachsen sank unter 200. Den dritthöchsten Wert hatte NRW mit 138. Insgesamt sechs Länder, alle gelegen im Norden Deutschlands, hatten eine Inzidenz unter 100. Die niedrigste Inzidenz aller Länder hatte Schleswig-Holstein mit 54. Es wurden über 1.560 neue Todesfälle bekannt. 8,5 % der Deutschen waren das zweite Mal geimpft. Die Zahl der Intensivpatienten sank auf 4.660 ab.
- 8. Mai (Samstag):
  - DE: In Deutschland gab es 3,5 Mio. erfasste Infektionen.
- 13. Mai (Donnerstag):
  - SN: In Sachsen gab es 275.000 Infektionen.
  - NI: In Niedersachsen gab es 250.000 Infektionen.
- 14. Mai (Freitag):
  - DE: In der zweiten Maiwoche wurden rund 85.000 neue Infektionen bekannt. Die bundesweite Inzidenz ging erstmals seit dem 20. März auf unter 100 zurück. Die höchste Inzidenz hatte immer noch Thüringen mit nun knapp 150. Neun Länder lagen unter der Marke von 100. Die niedrigste Inzidenz hatte Schleswig-Holstein mit unter 50. Es wurden 1.440 neue Todesfälle bekannt. 10,0 % der Deutschen waren das zweite Mal geimpft. Die Zahl der Intensivpatienten sank um 11 % auf unter 4.200.
- 16. Mai (Sonntag):
  - BY: In Bayern wurden insgesamt über 625.000 Infektionen gemeldet.
- 17. Mai (Sonntag):
  - BE: In Berlin gab es 175.000 Infektionen.
- 18. Mai (Mittwoch):
  - HH: In Hamburg gab es 75.000 Infektionen.
- 19. Mai (Mittwoch):
  - TH: In Thüringen gab es 125.000 Infektionen.
- 20. Mai (Donnerstag):
  - RP: In RLP gab es 150.000 Infektionen.
  - SL: Im Saarland gab es 40.000 Infektionen.
- 21. Mai (Freitag):
  - DE: In der dritten Maiwoche wurden nur noch etwa 58.000 neue Infektionen bekannt. Die bundesweite Inzidenz ging auf 67 weiter zurück. Thüringen hatte als einziges Land noch eine Inzidenz von über 100. Den geringsten Wert hatte Schleswig-Holstein mit 30. Es wurden 1.280 weitere Todesfälle bekannt. 13,2 % der Deutschen waren das zweite Mal geimpft. Die Zahl der Intensivpatienten sank um weitere 17 % auf unter 3.460.
- 27. Mai (Donnerstag):
  - NW: In NRW gab es 800.000 Infektionen.
- 28. Mai (Freitag):
  - DE: In der vierten Maiwoche wurden weniger als 35.000 neue Infektionen gezählt. Die Inzidenz ging auf unter 50 zurück. Es wurden 1.060 weitere Todesfälle bekannt. 16,4 % der Deutschen waren das zweite Mal geimpft. Die Zahl der Intensivpatienten sank auf unter 2.700.

Ende Mai gab es in Deutschland knapp 3,7 Mio. bekannte Infektionen. Es wurden etwa 300.000 neue Infektionen und rund 5.600 Tote bekannt. Die Inzidenz war auf 35 gesunken. Die Zahl der Intensivpatienten nahm erneut ab auf nun 2.450 Personen. Im Mai wurden etwa 20 Mio. Impfdosen verabreicht. Insgesamt waren es nun 50 Mio. verimpfte Dosen. Etwa jeder 6. war zum zweiten Mal geimpft.

### Juni 2021
- 4. Juni (Freitag):
  - DE: In der ersten Juniwoche wurden etwa 25.700 neue Infektionen bekannt. Die bundesweite Inzidenz ging auf 30 zurück. Es wurden über 840 neue Todesfälle bekannt. 20,1 % der Deutschen waren das zweite Mal geimpft. Die Zahl der Intensivpatienten sank auf unter 2.000.
- 5. Juni (Samstag):
  - BY: In Bayern wurden insgesamt über 15.000 Todesfälle gemeldet.
- 8. Juni (Dienstag):
  - NI: Die niedersächsischen Landkreise Friesland und Goslar meldeten dem RKI eine Sieben-Tage-Inzidenz von 0 Neuinfektionen auf 100.000 Einwohner.
  - DE: Erstmals im Jahr 2021 berücksichtigte die Landkreiskarte des RKI die Farbe „grün“.
- 11. Juni (Freitag):
  - DE: In der zweiten Juniwoche wurden etwa 16.000 neue Infektionen und ca. 660 neue Todesfälle bekannt. Die bundesweite Inzidenz ging auf 20 zurück. 24,8 % der Deutschen waren das zweite Mal geimpft. Die Zahl der Intensivpatienten sank auf unter 1.500.
- 16. Juni (Mittwoch):
  - DE: Es gab den 90.000sten Toten durch COVID.
- 18. Juni (Freitag):
  - DE: In der dritten Juniwoche wurden noch 8.600 neue Infektionen und rund 585 neue Todesfälle bekannt. Die bundesweite Inzidenz ging auf 10 zurück. Die Zahl der Intensivpatienten sank auf etwa 1.000.

Ende Juni war die Zahl der Intensivpatienten auf etwa 550 abgesunken. Die Inzidenz lag bei nur noch 5 Infektionen je 100.000 Einwohner und Woche und damit auf dem Niveau des Tiefstandes im Juli 2020.

### Juli 2021
- 4. Juli (Freitag):
  - DE: 6 Bundesländer meldeten wieder steigende Inzidenzen.
- 17. Juli (Samstag):
  - BY: In Bayern wurden insgesamt über 650.000 Erkrankte gemeldet.